# Biserica „Sfântul Ioan, Sfântul Nicolae și Sfântul Gheorghe” din Cojani

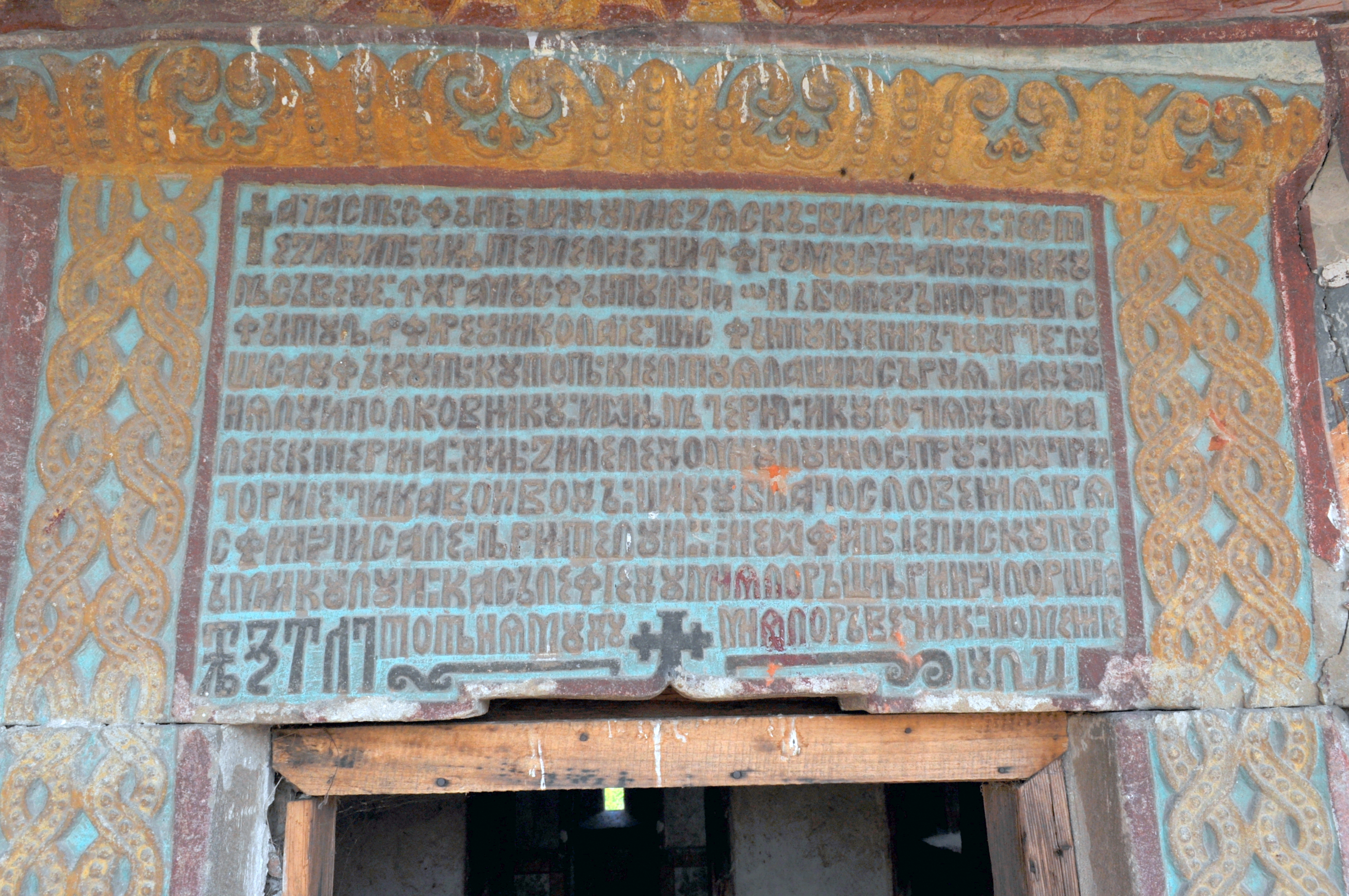
Pisania, aşa cum a fost descifrată de Alexandru Ştefulescu: „Această sfântă și dumnezeiască biserică este zidită din temelie și înfrumusețată după cum se vede, cu hramul Sf. Ioan Botezătorul, Sf. Arhiereu Nicolae și Sf. Mucenic Gheorghe, și s-au făcut cu toată cheltuiala și osârdia a lui Polcovnicul Ioan Magheru cu soția d-sale Ecaterina în zilele domnului nostru Ion Grigore Ghica Voievod și cu blagoslovenia prea sfinției sale părintelui Neofit episcopul Râmnicului, ca să le fie d-lor și părinților d-lor și a tot neamul d-lor veșnică pomenire(1824).

Biserica cu triplu hram „Sfântul Ioan, Sfântul Nicolae și Sfântul Gheorghe” din Cojani, oraș Târgu Cărbunești, județul Gorj, a fost  ridicată între anii 1824-1825. Lăcașul de cult figurează pe lista monumentelor istorice 2010, cod LMI GJ-II-m-B-09398.

## Istoric și trăsături
Ctitorul bisericii din Cojani este Nicolae Magheru. Deși se află în Gorj, este opera unor meșteri vâlceni, deoarece familia Magheru avea origini vâlcene. Ctitorii în Țara Românească proveneau din toate păturile sociale: târgoveți, mici negustori, meșteșugari, țărani liberi (moșneni), vătafi de plai (conducătorii administrativi ai zonelor împărțite în plaiuri). A ridica ctitorii constituia un act de afirmare socială, iar moșnenii olteni, deși proveneau dintr-o clasă inferioară boierilor, se socoteau egali cu boierii în ceea ce privește dreptul de ctitorire. 
Biserica păstrează frescele originare ce au fost realizate, după 1825, de echipa zugravului Manole – Dinu, ajutat de calfele Dumitru și Dumitrașcu. În Gorj, reprezentarea unor ctitori pe fațadele lăcașului de cult constituie o formulă iconografică specifică. Procedeul cunoaște o relativ largă răspândire, după 1820 el depășind granițele unui fenomen strict local. 
În prezent, biserica zace abandonată la cca 2 km de Cojani, pe locul vetrei vechi a satului, aproape de malurile Gilortului. Recent, a fost dezgropată, la propriu, de sub mormanul de bălării care o acoperiseră în totalitate, în ultimii ani, de când biserica este lăsată în părăsire.
În anul 2020 s-au aprobat indicatorii tehnico-economici pentru consolidarea, restaurarea și valorificarea turistică a bisericii. Obiectivul va fi realizat prin Programul național de construcții de interes public sau social (PNCIPS), derulat de Compania Națională de Investiții, iar valoarea estimată a lucrărilor este de 1.886.254,34 lei.

## Imagini din exterior

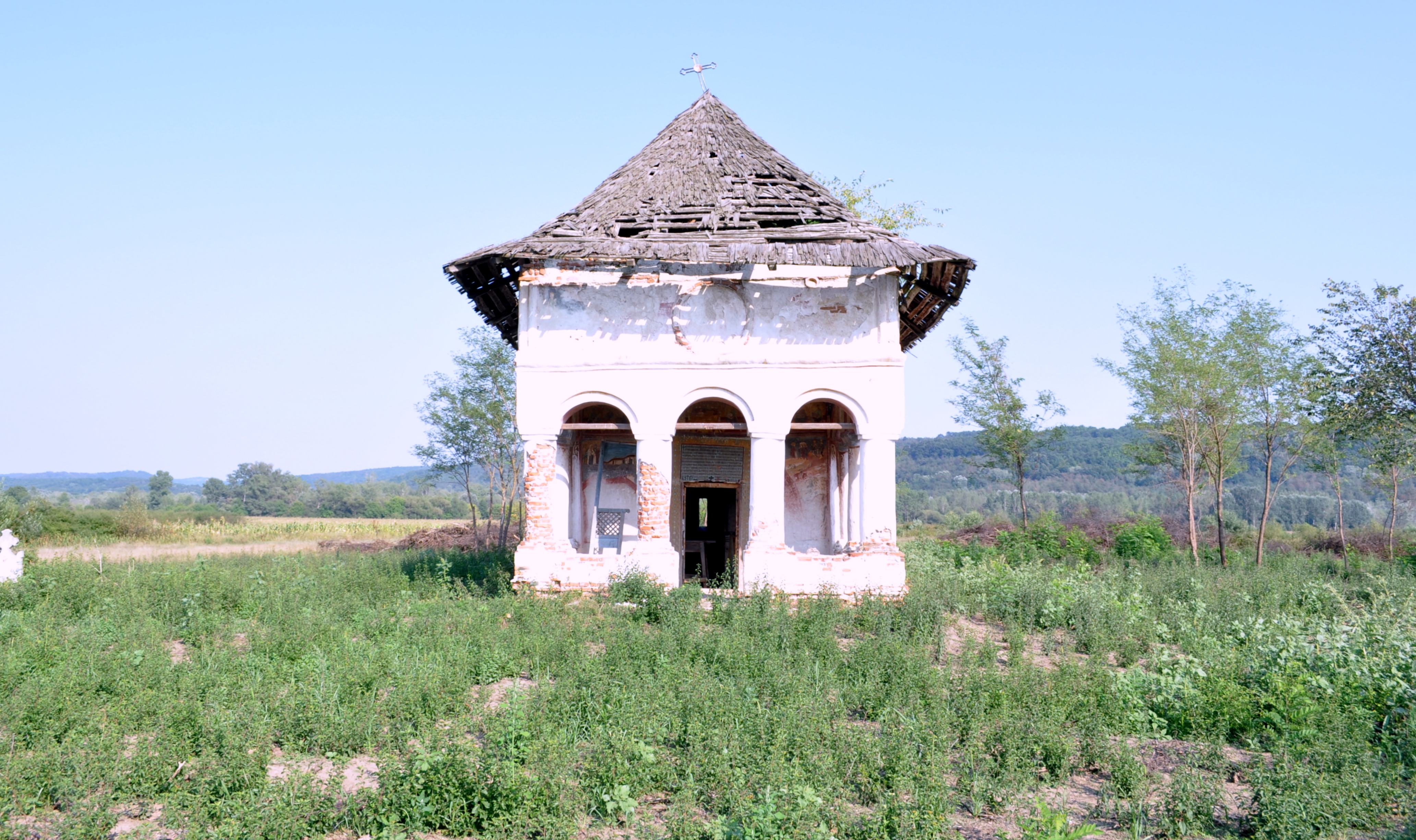
Biserica (vest)
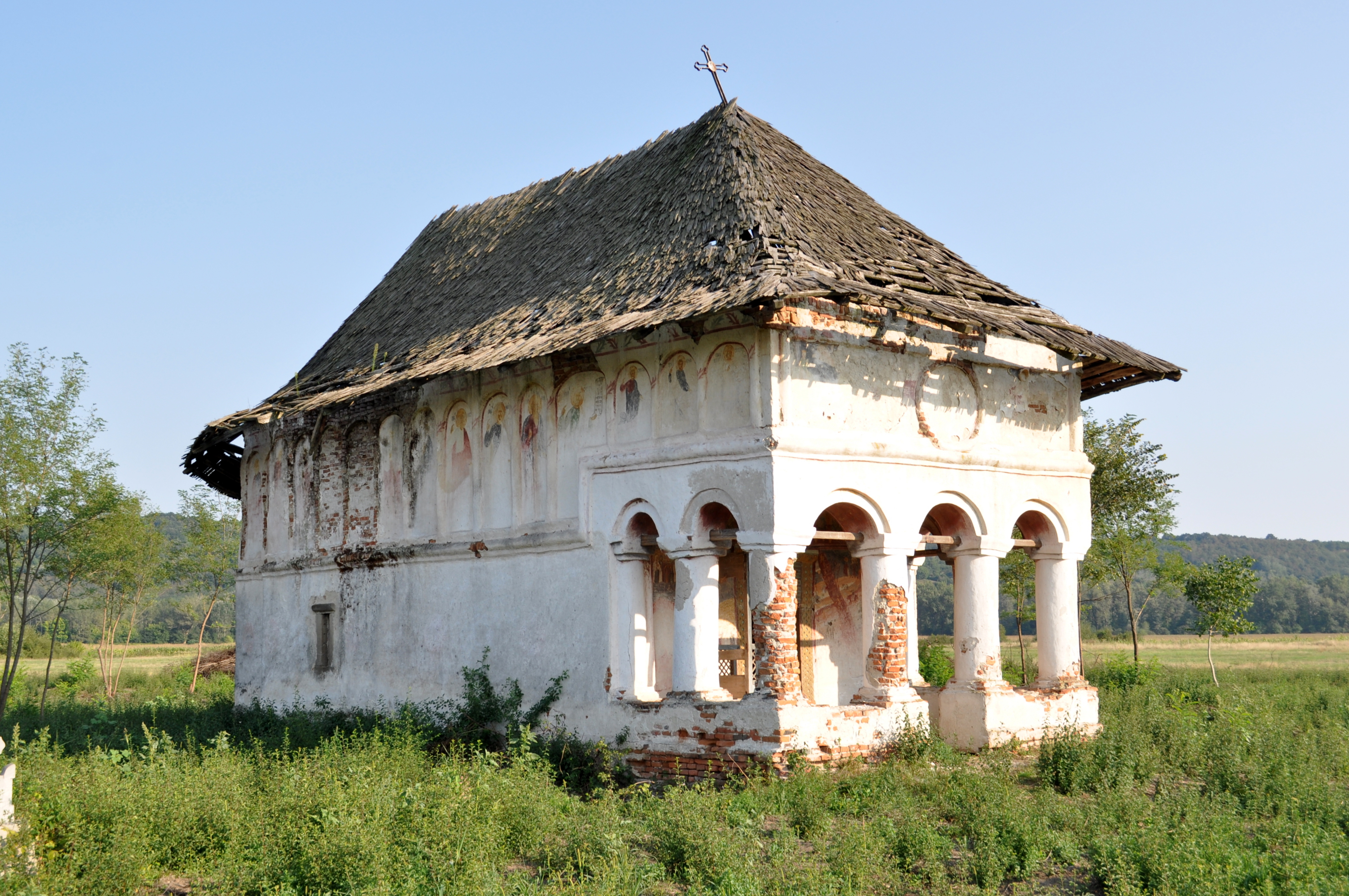
Biserica (nord-vest)
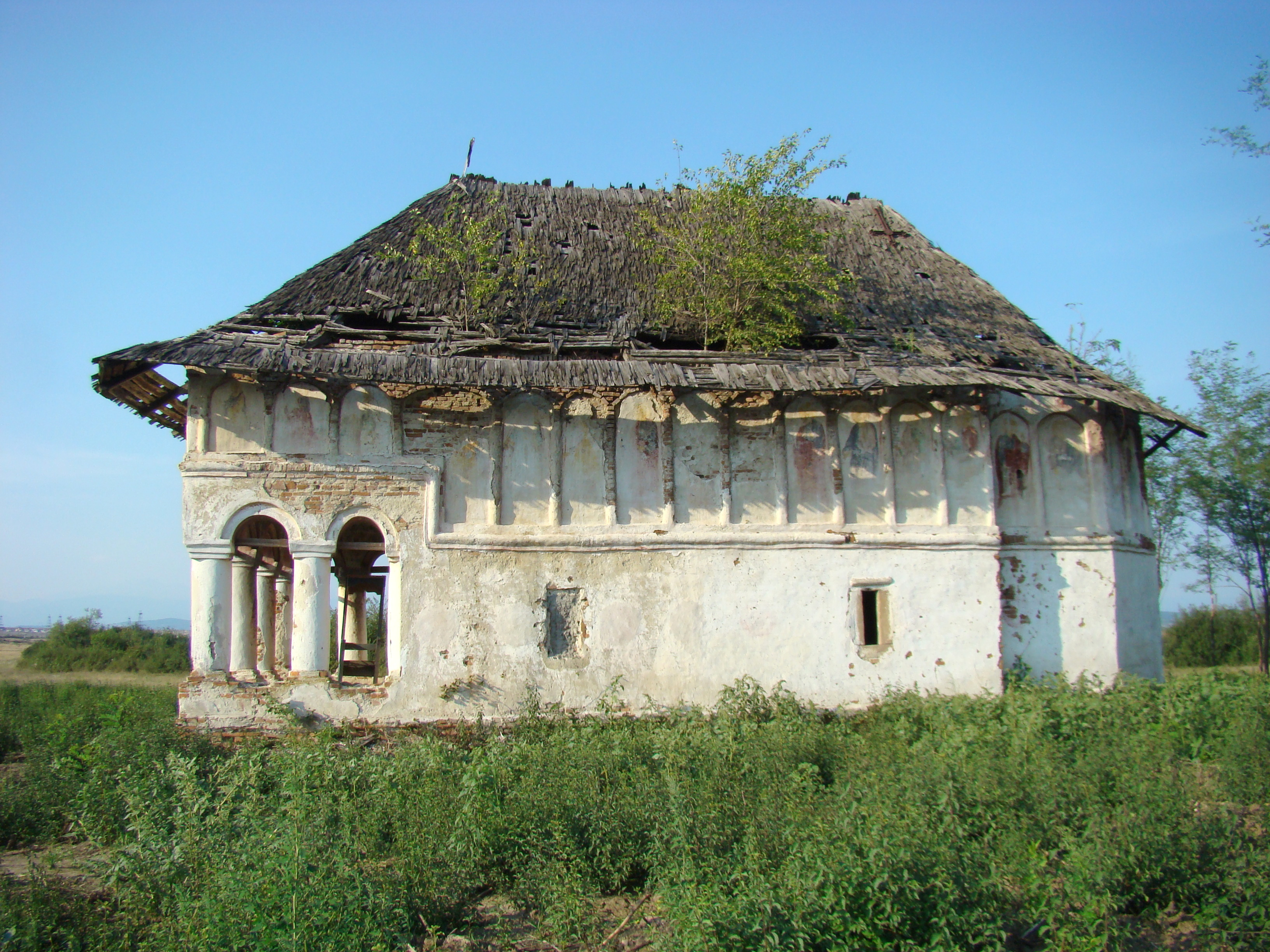
Biserica (sud)
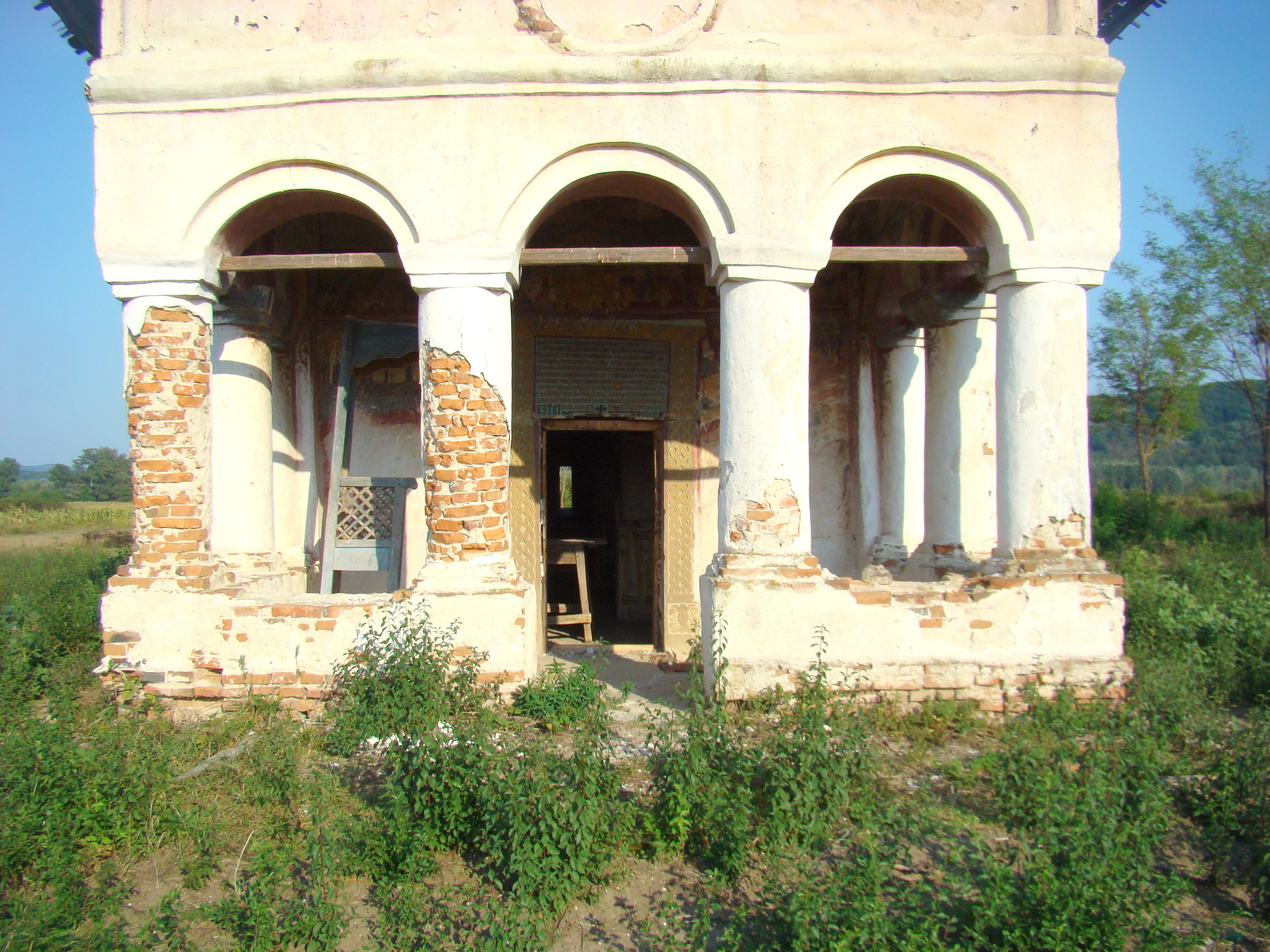
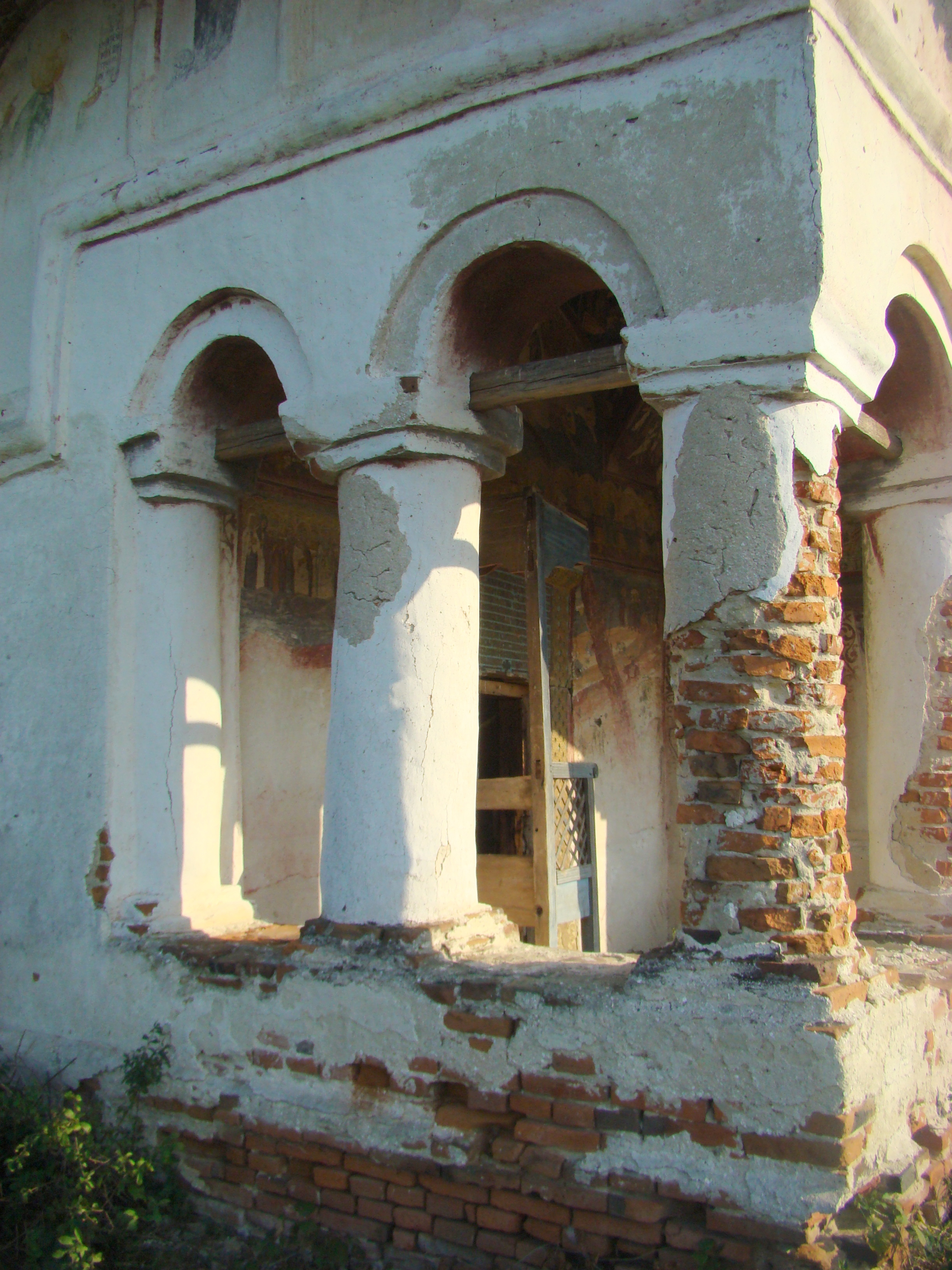
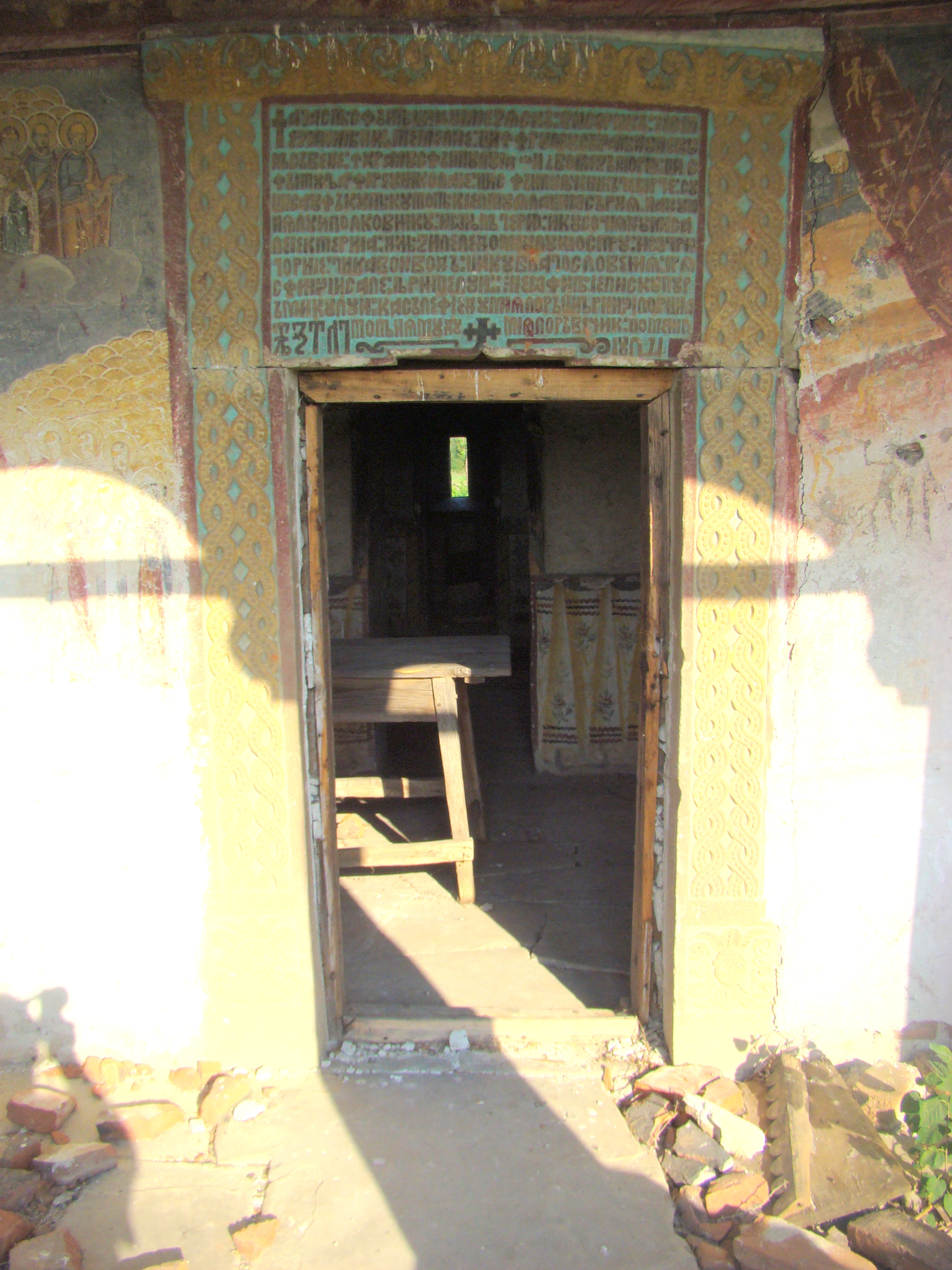
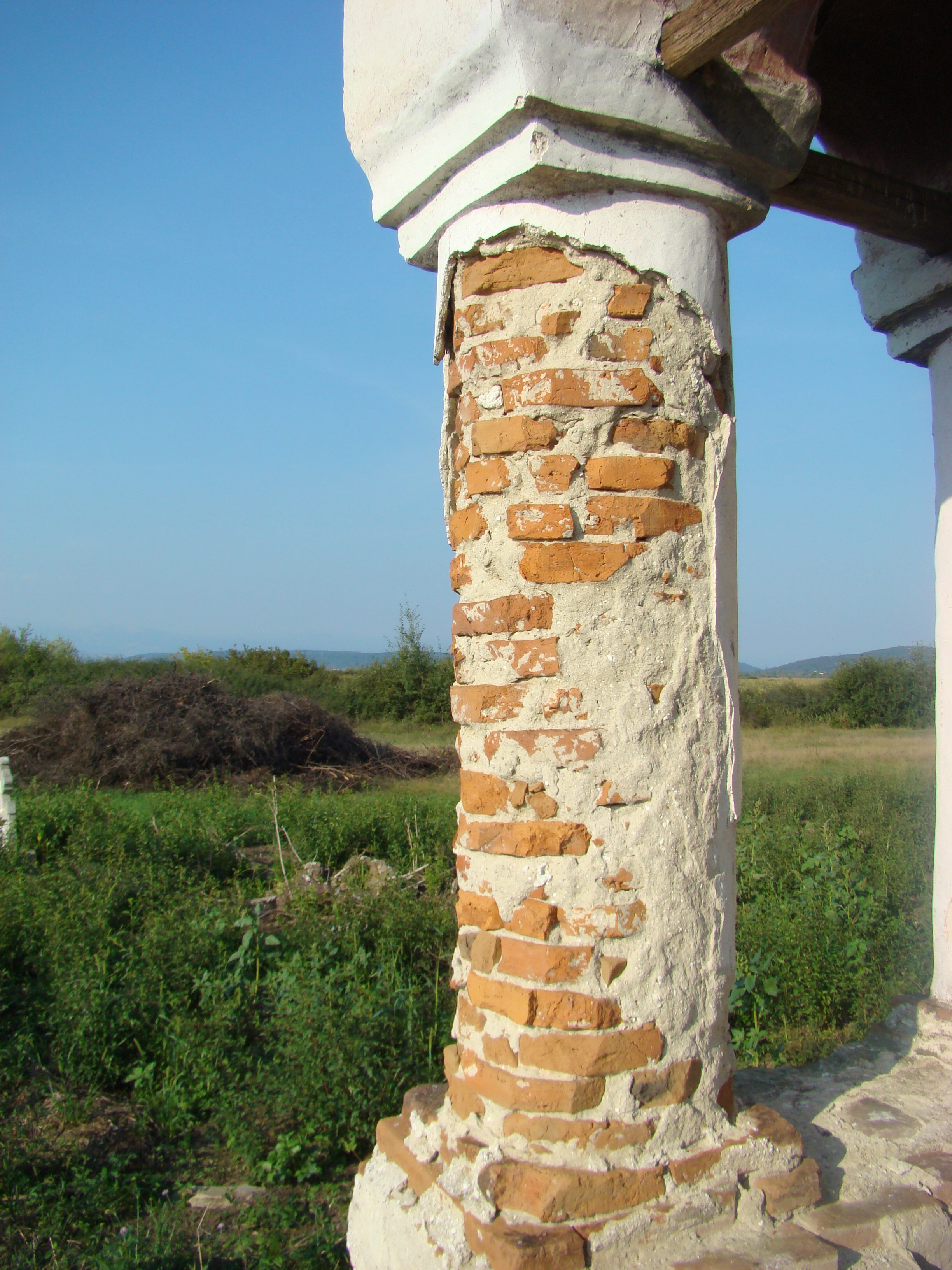
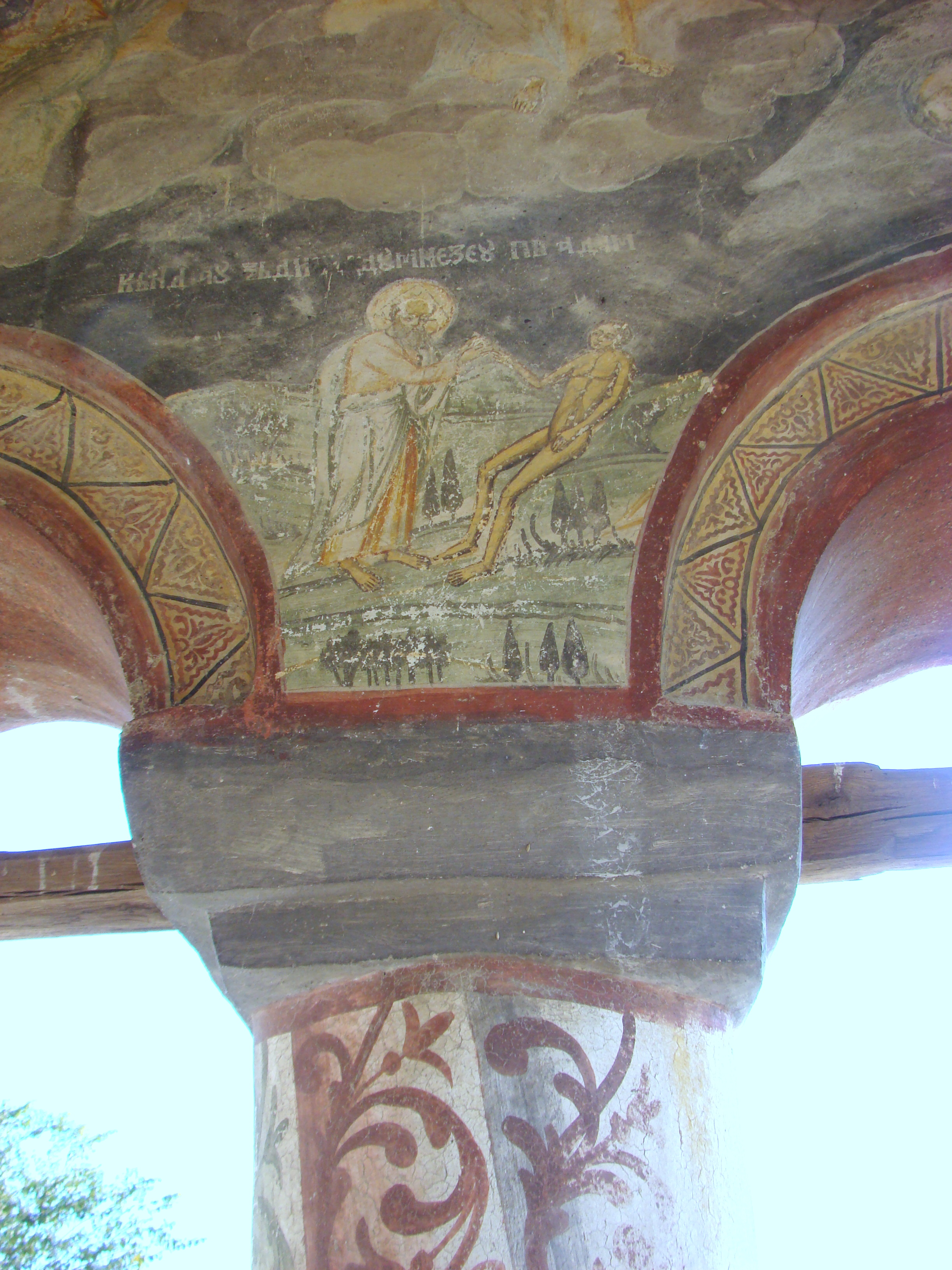
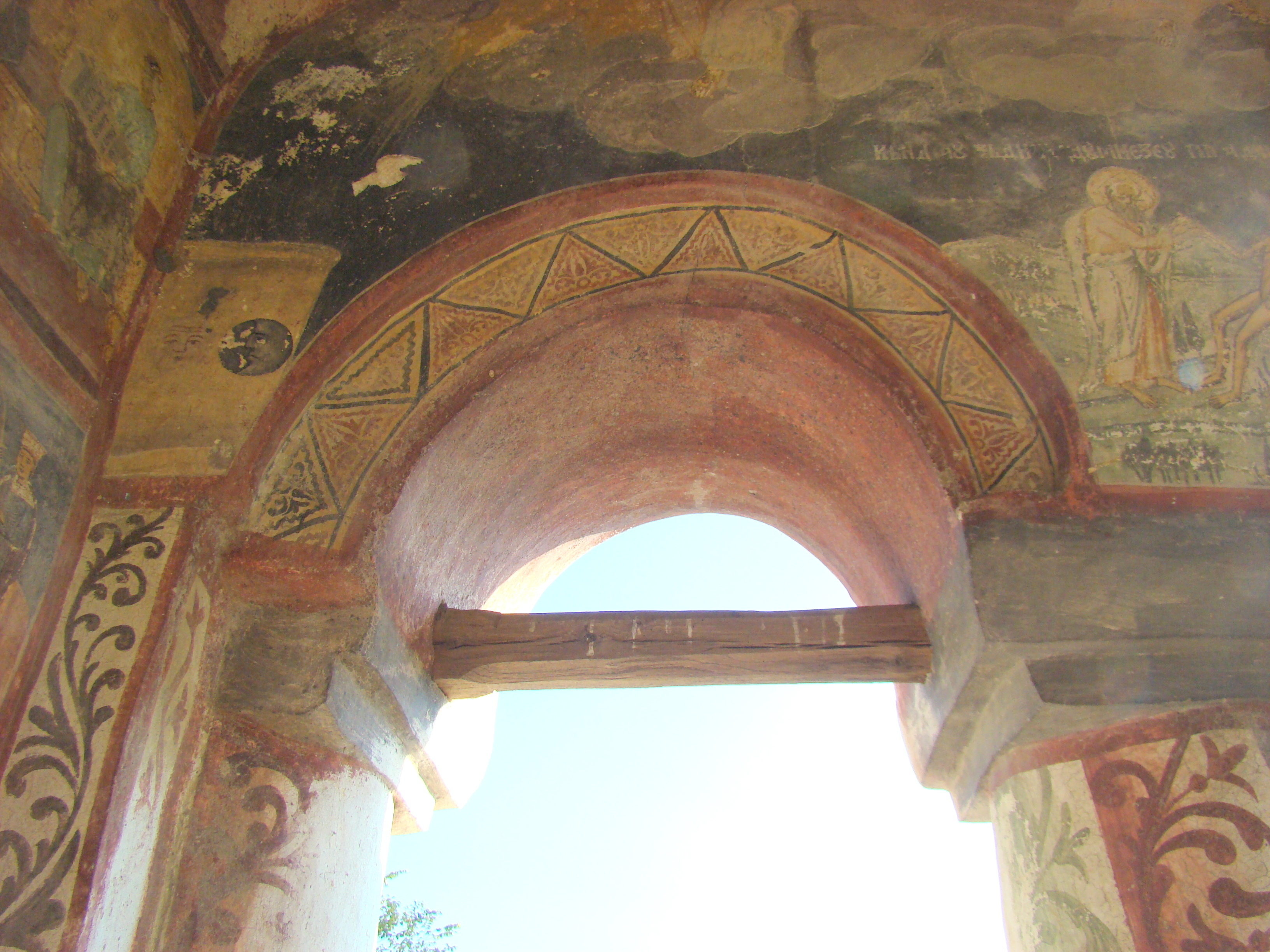
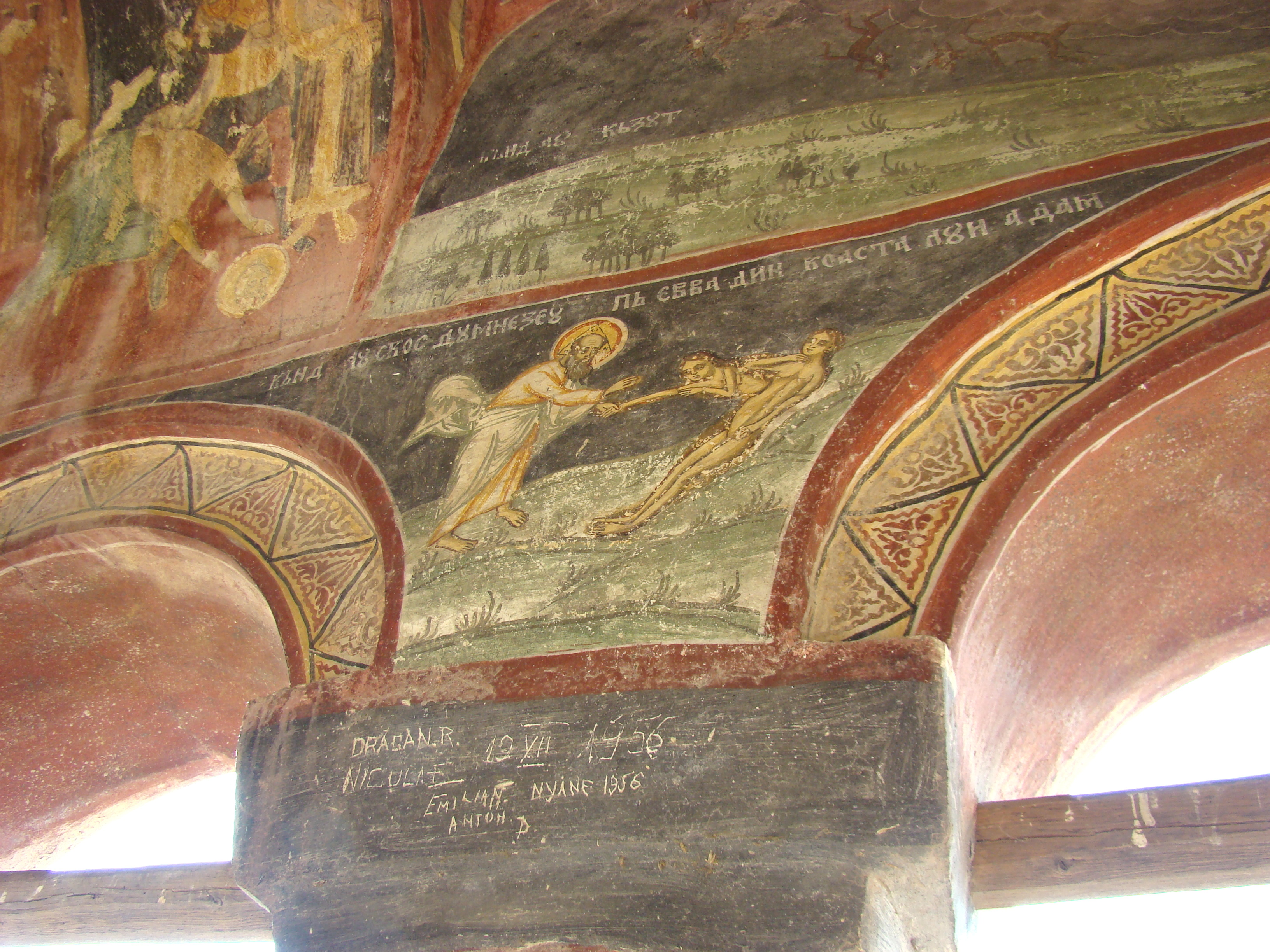
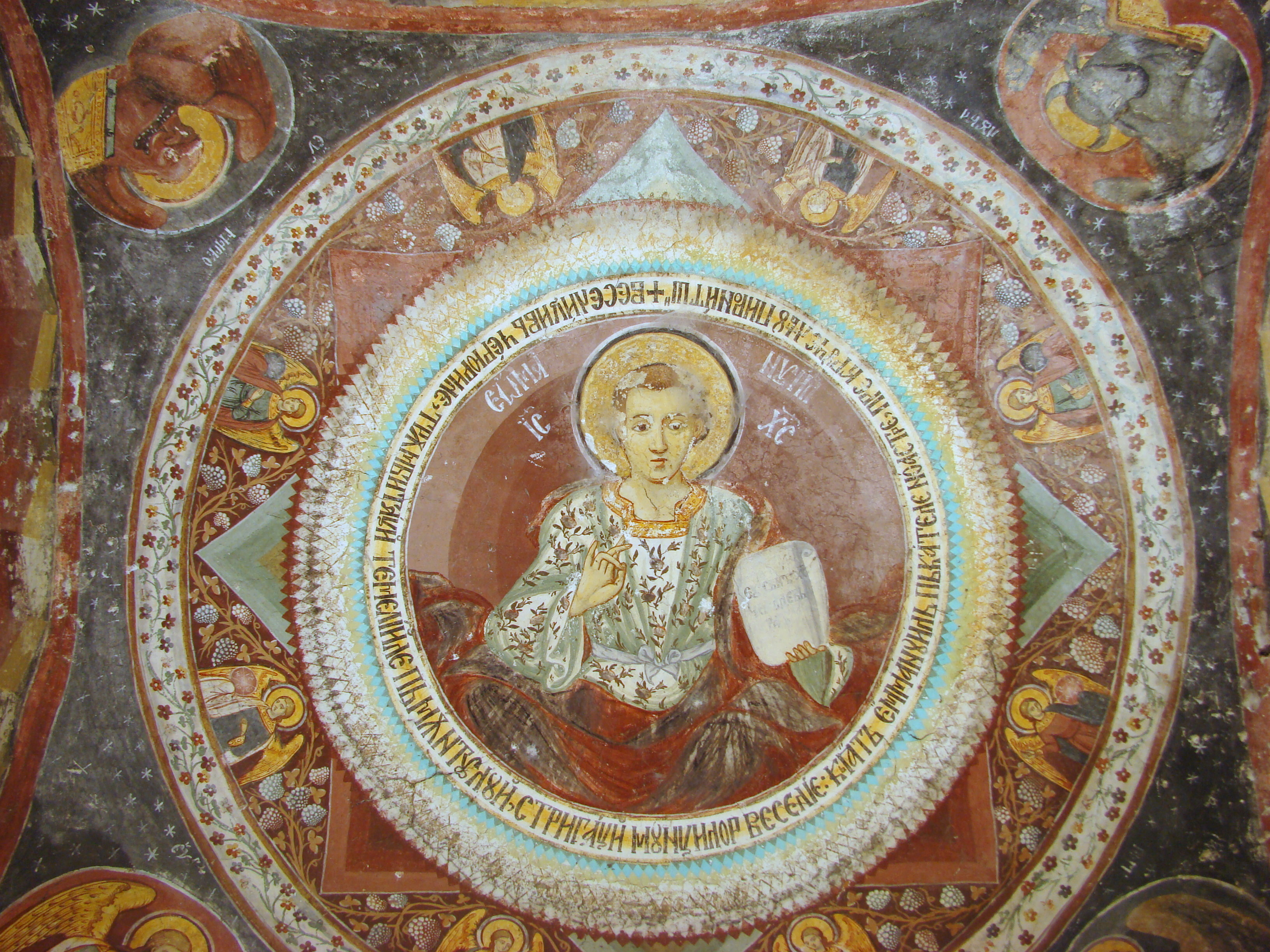
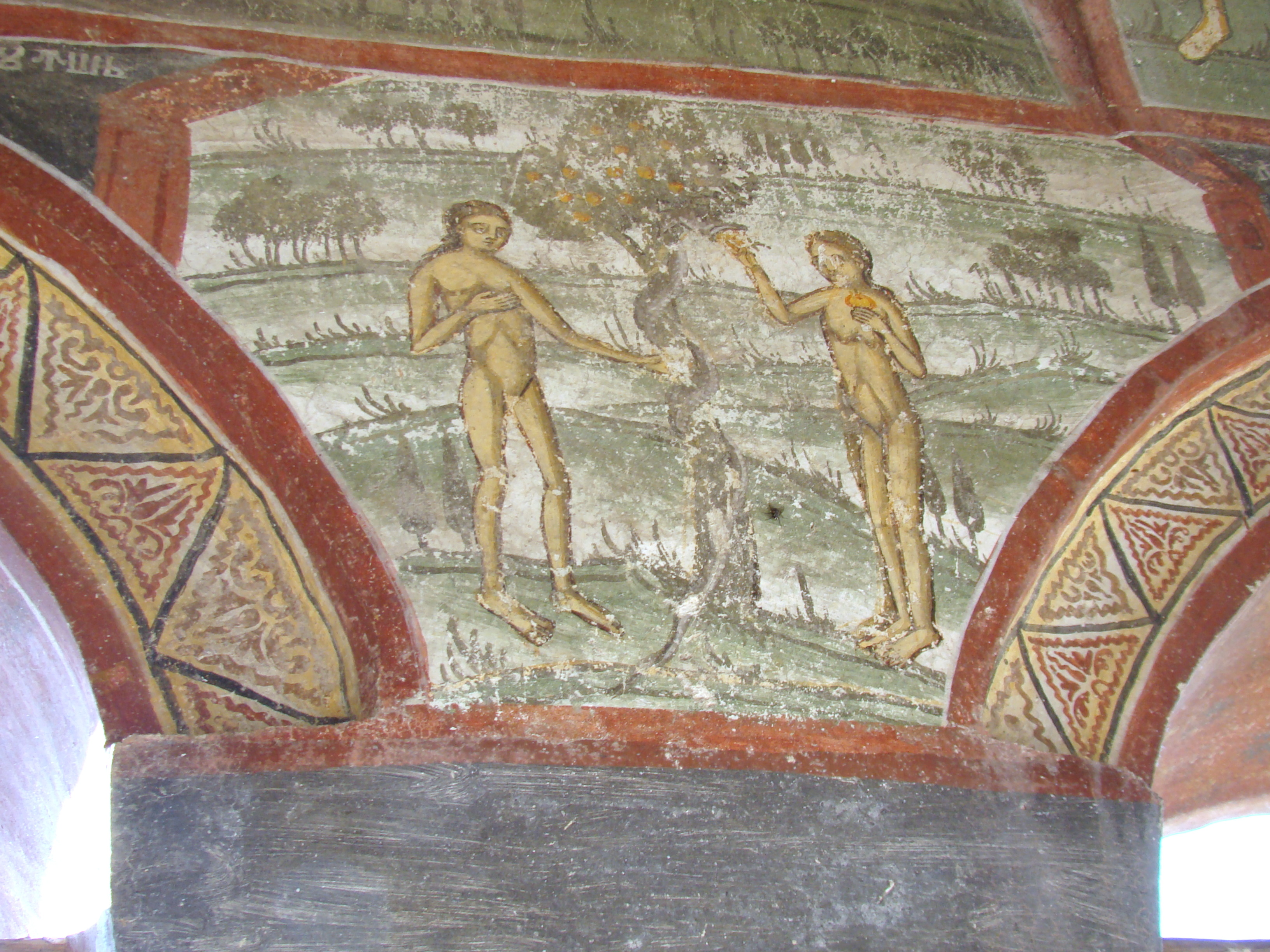
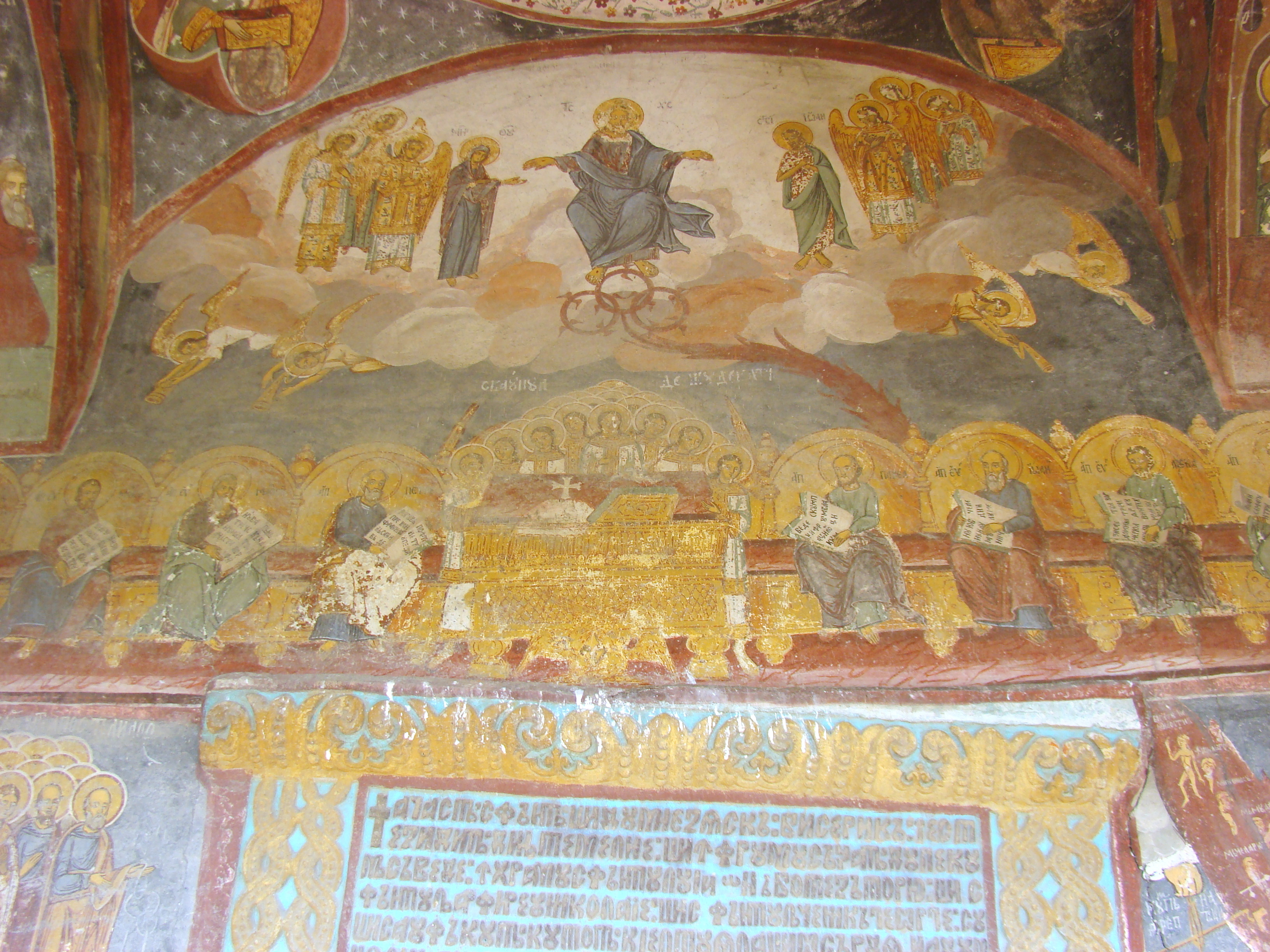
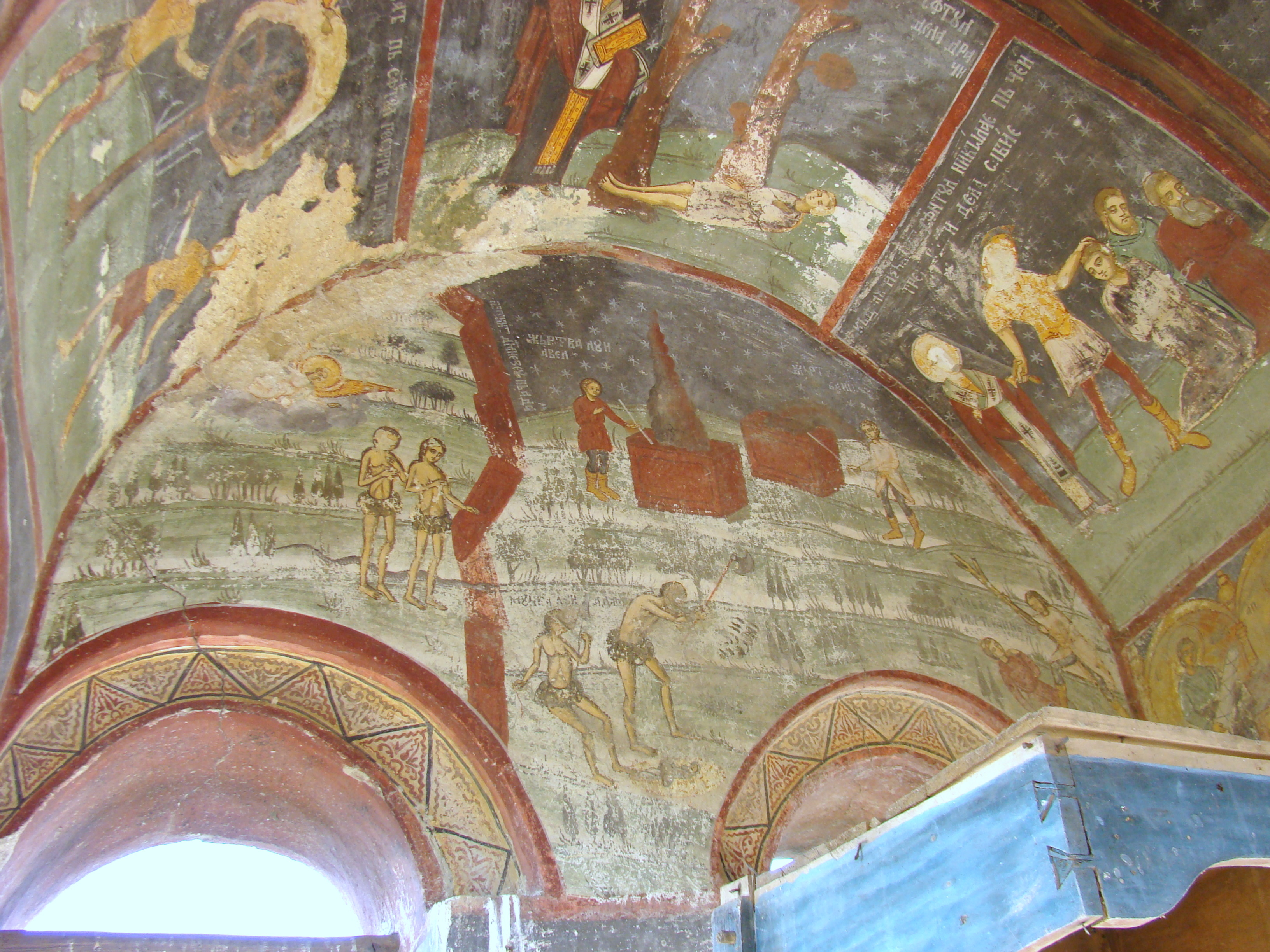
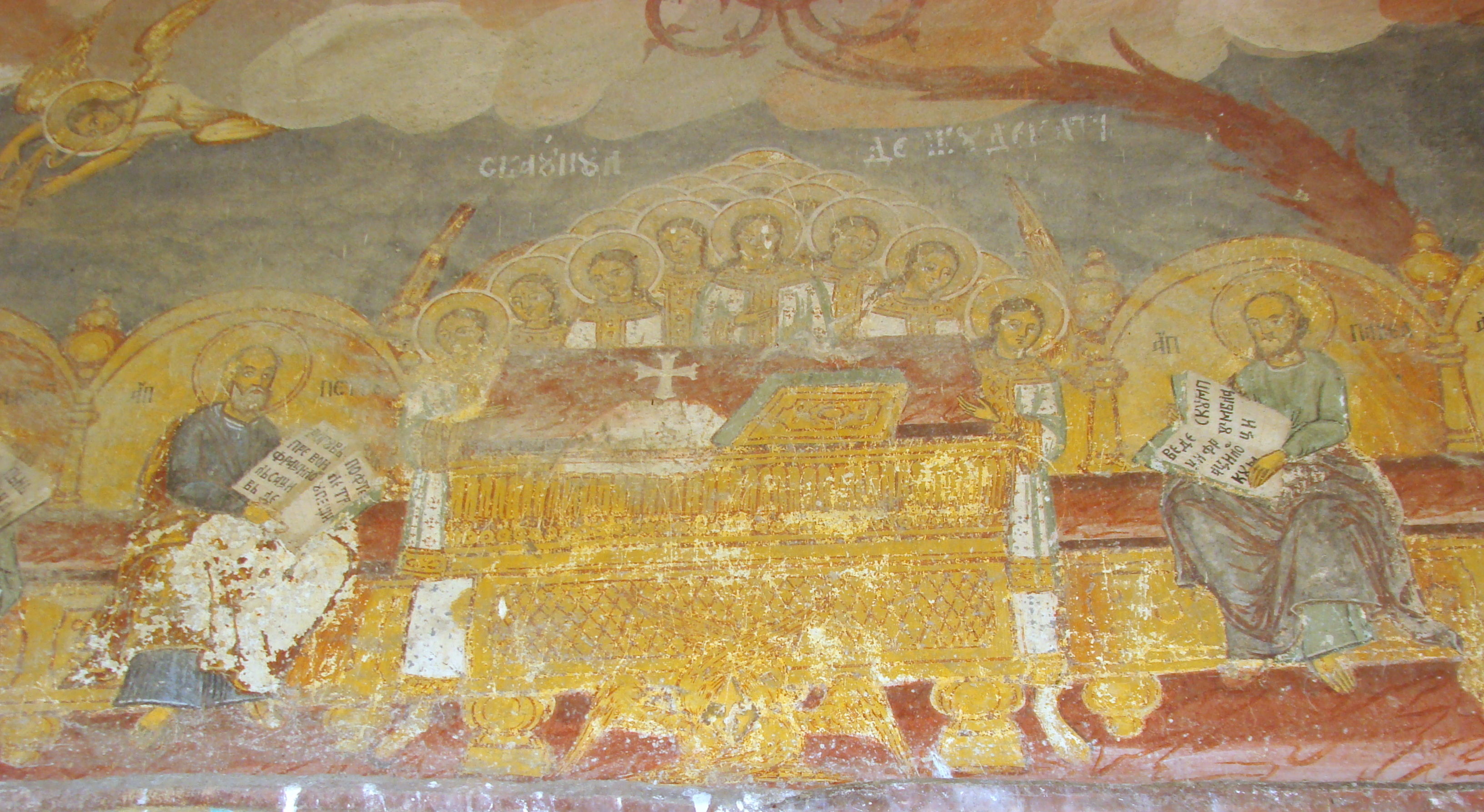
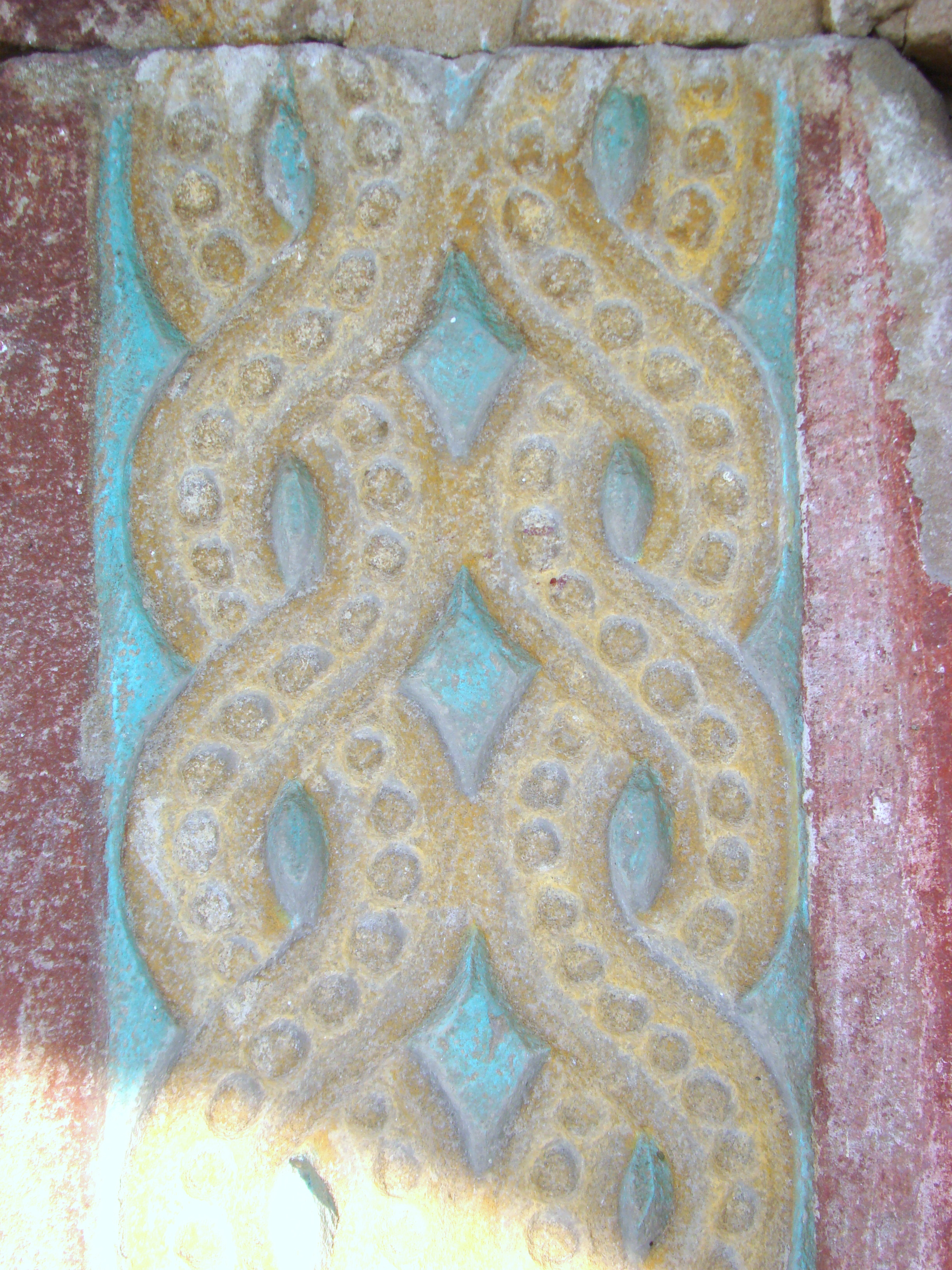
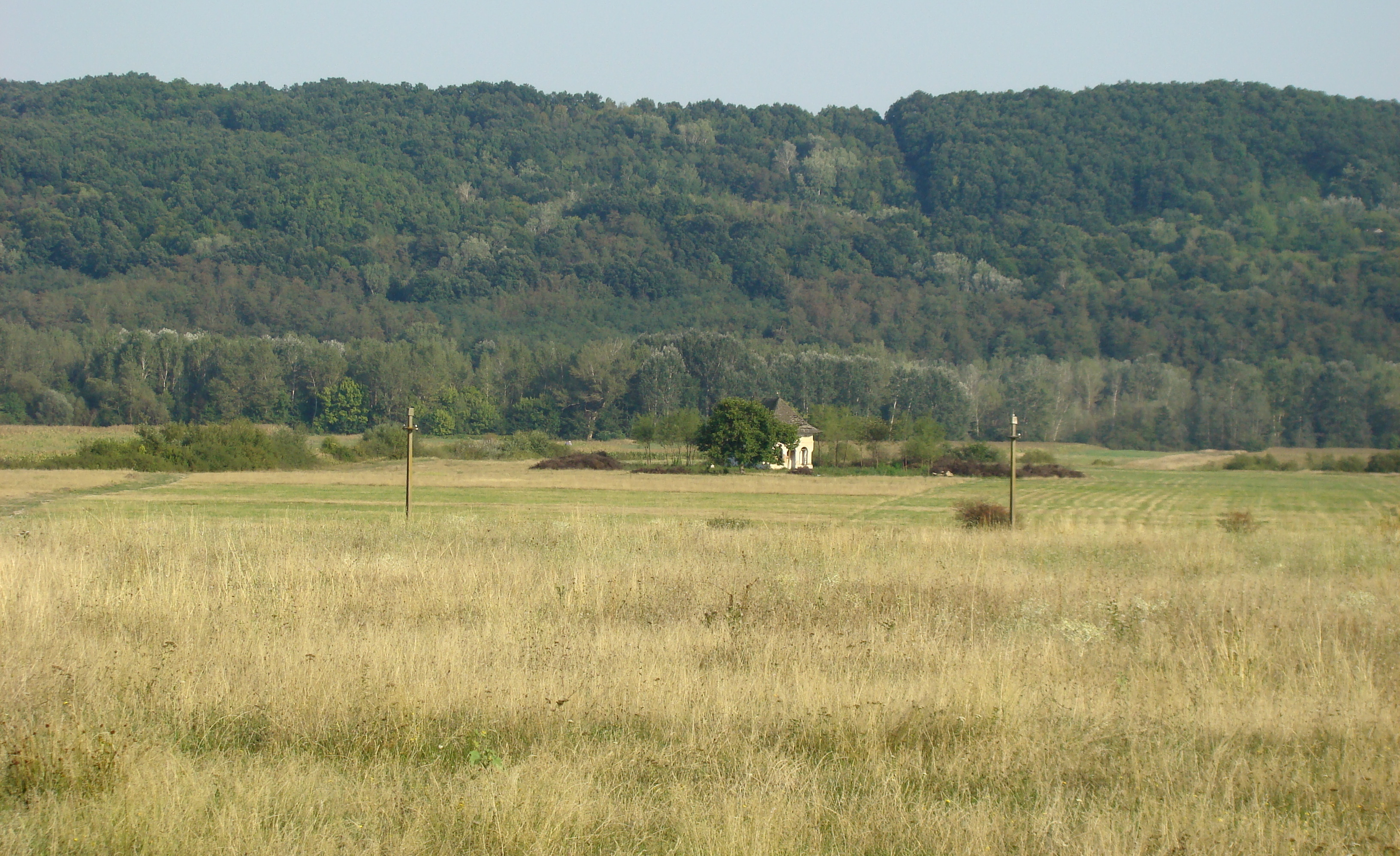

## Imagini din interior

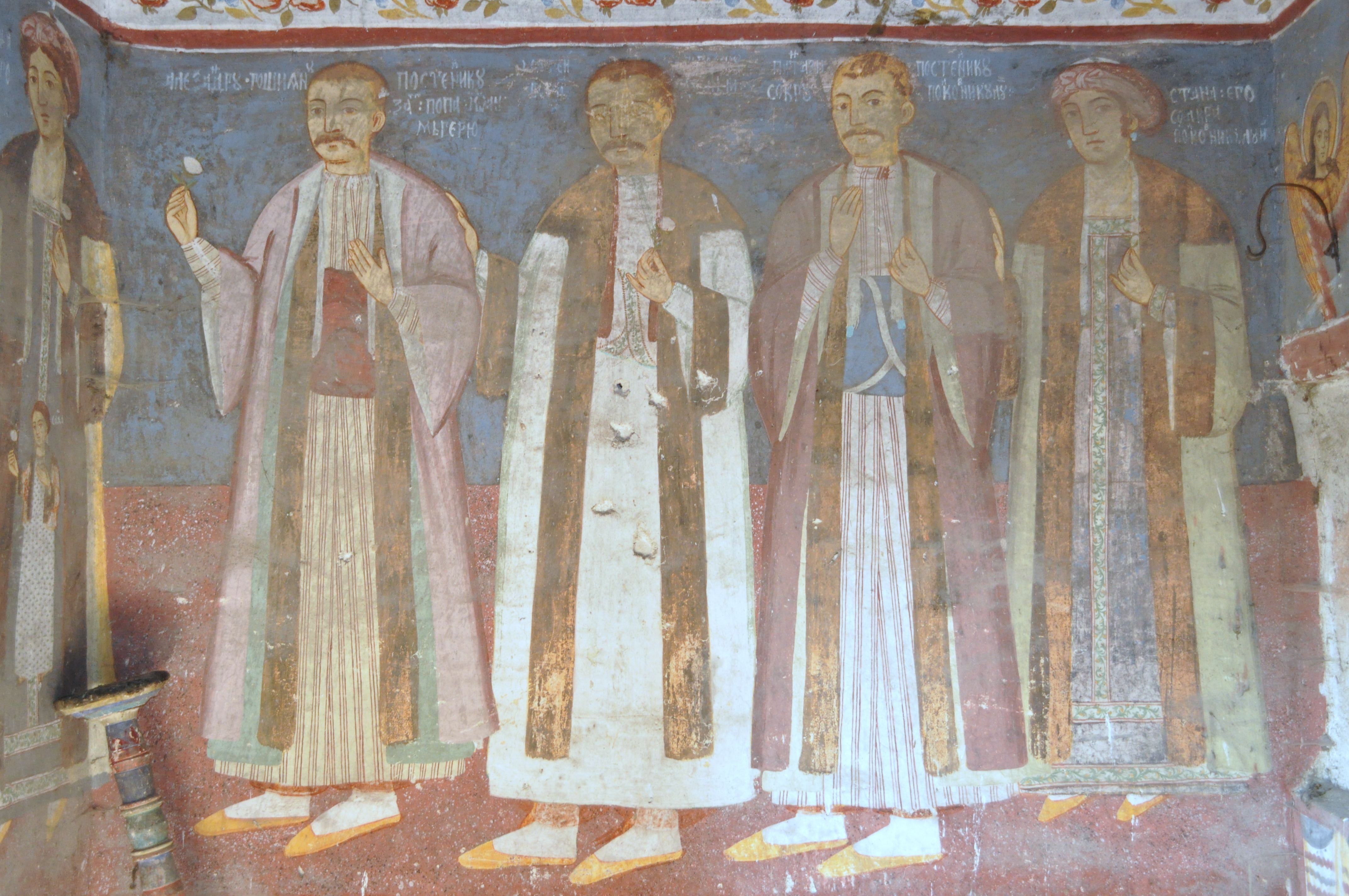
Portretele ctitorilor în pronaos
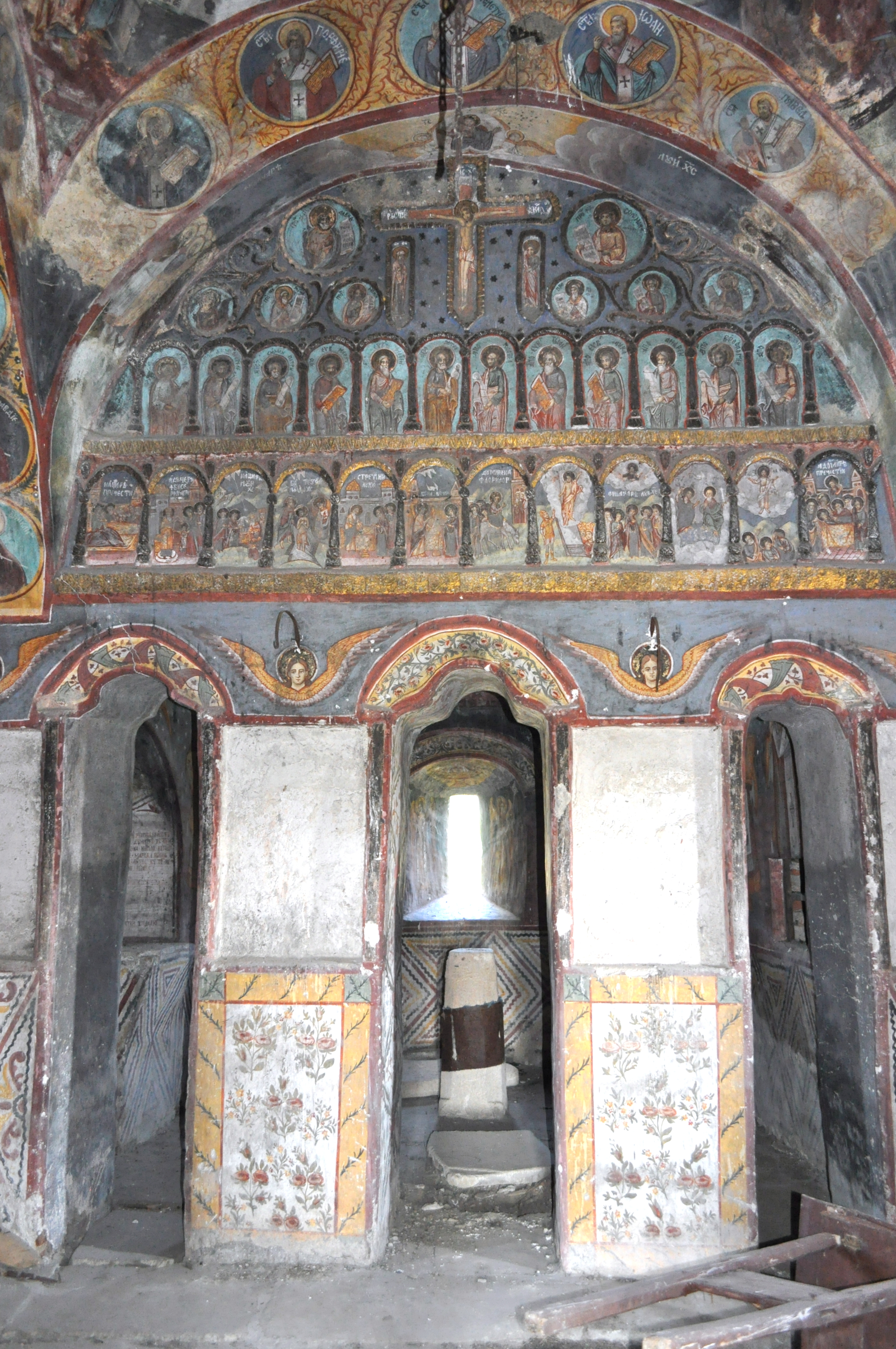
Iconostasul
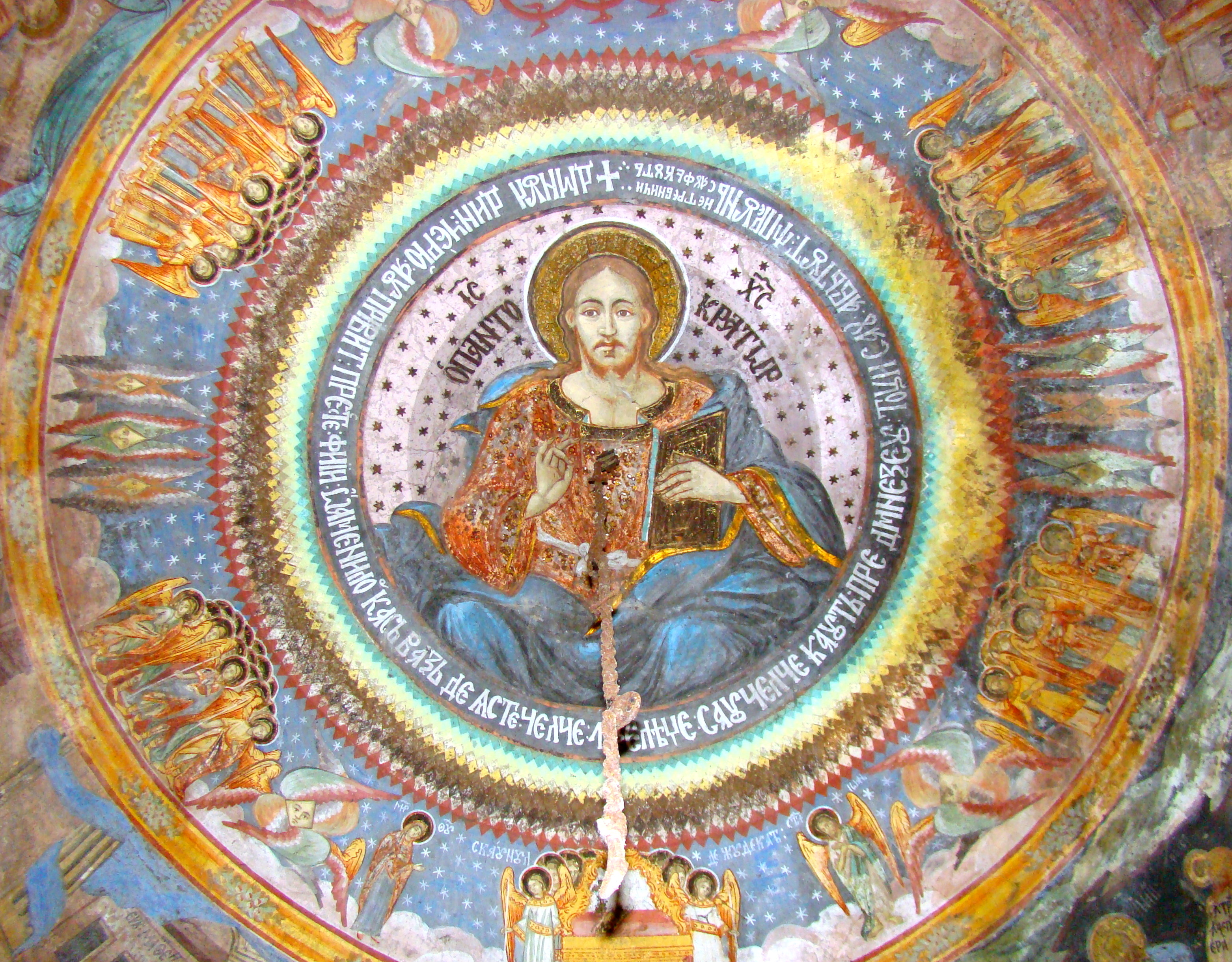
Iisus Pantocrator
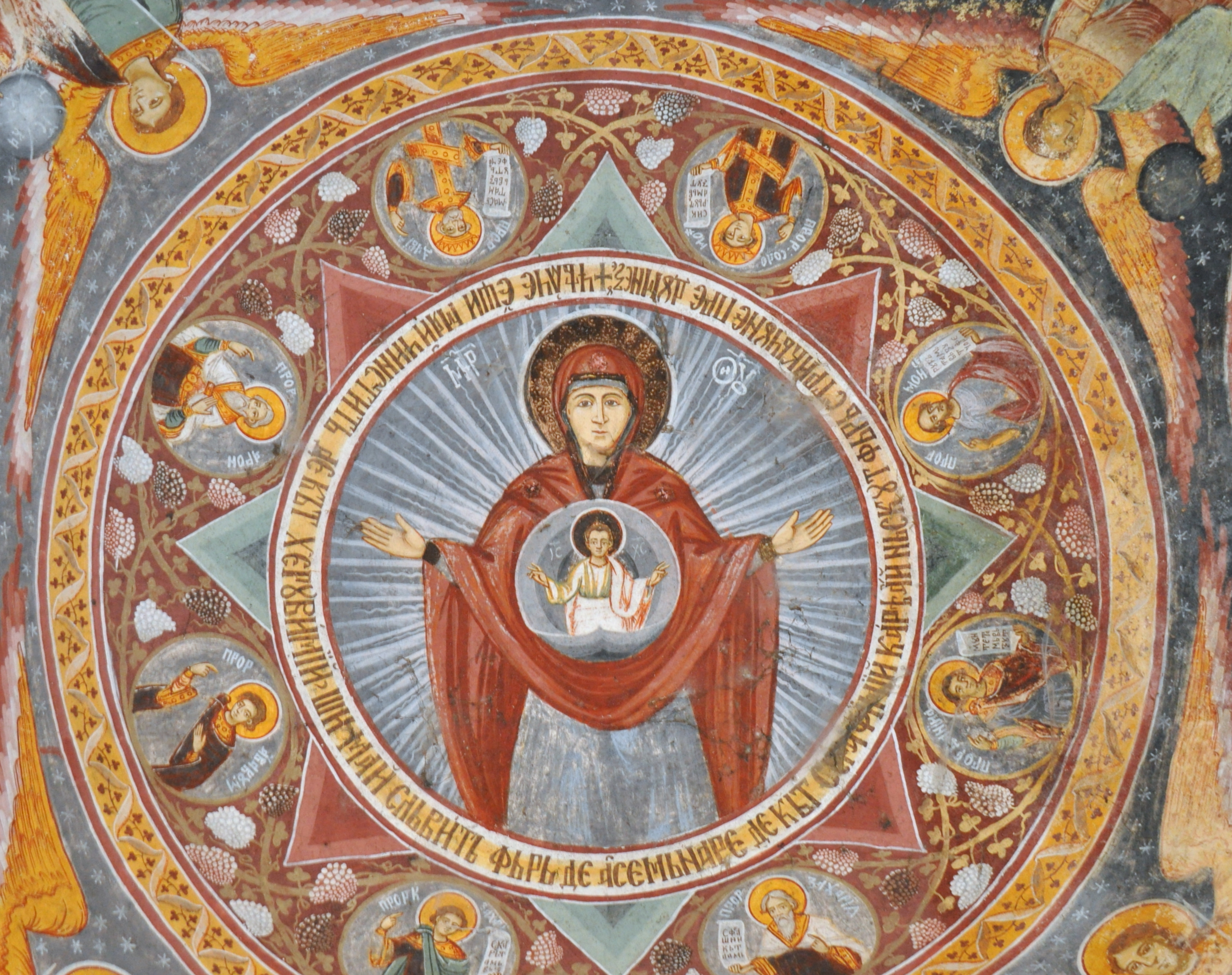
Maria orantă
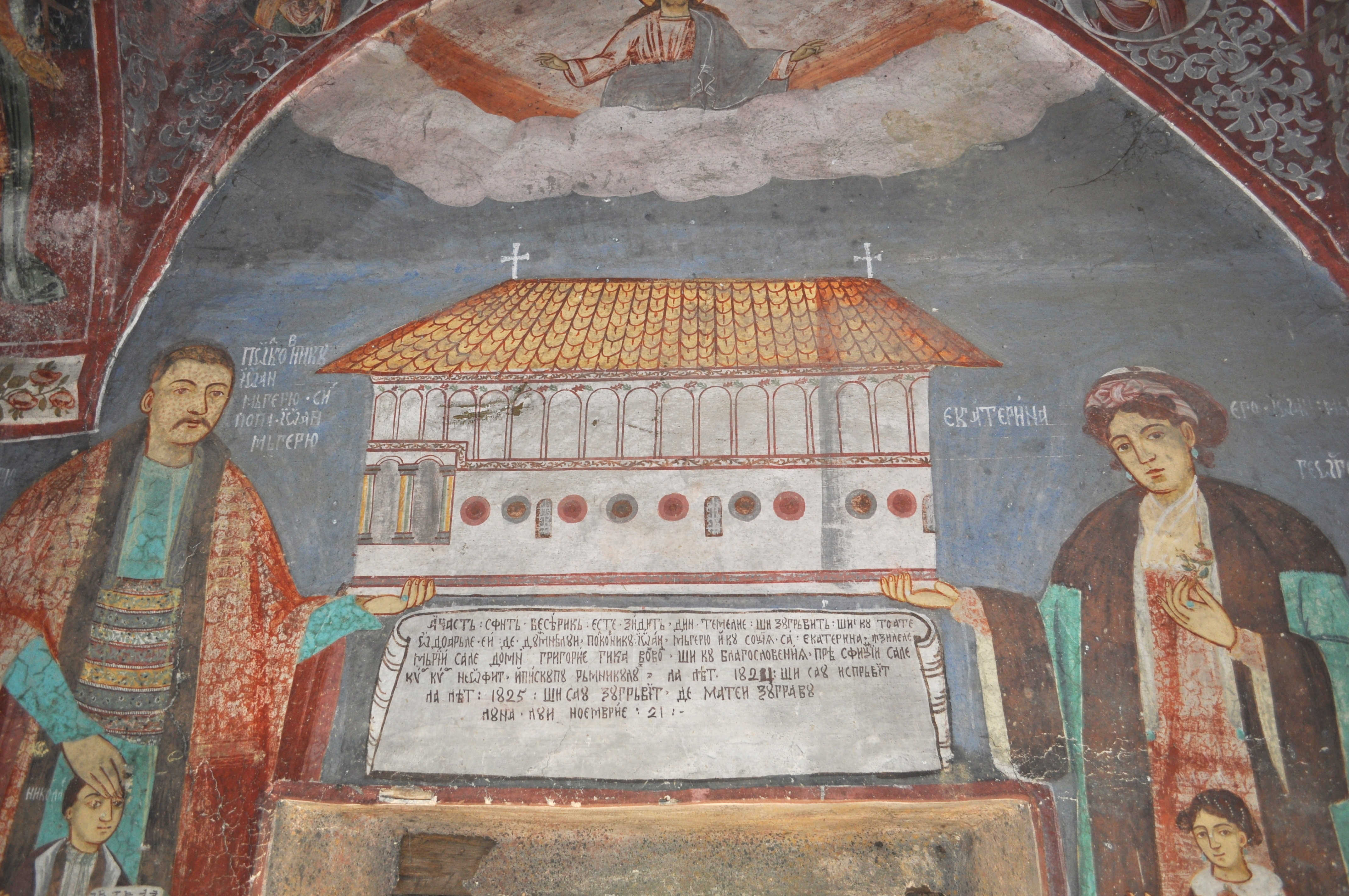
Tabloul votiv
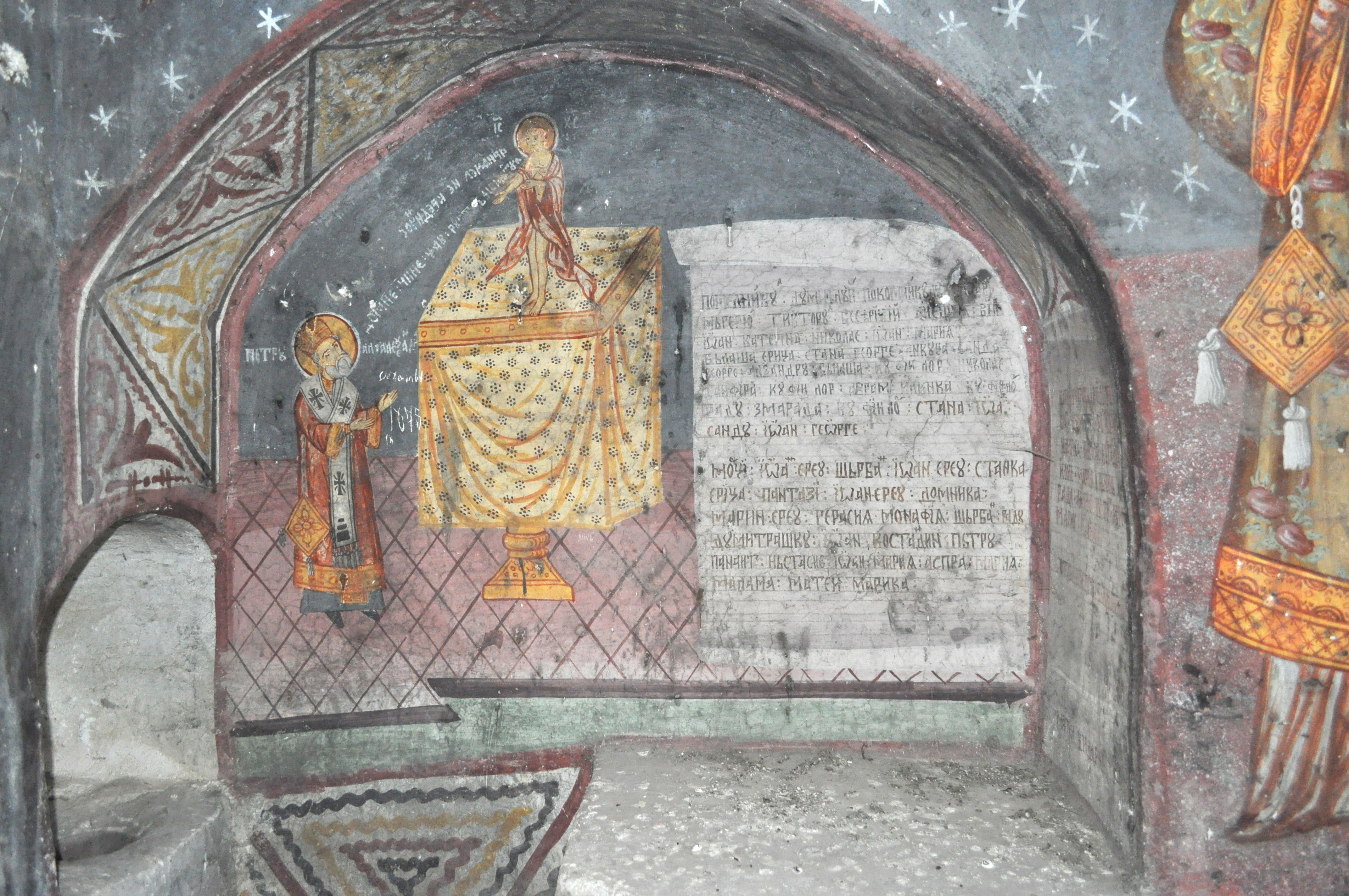
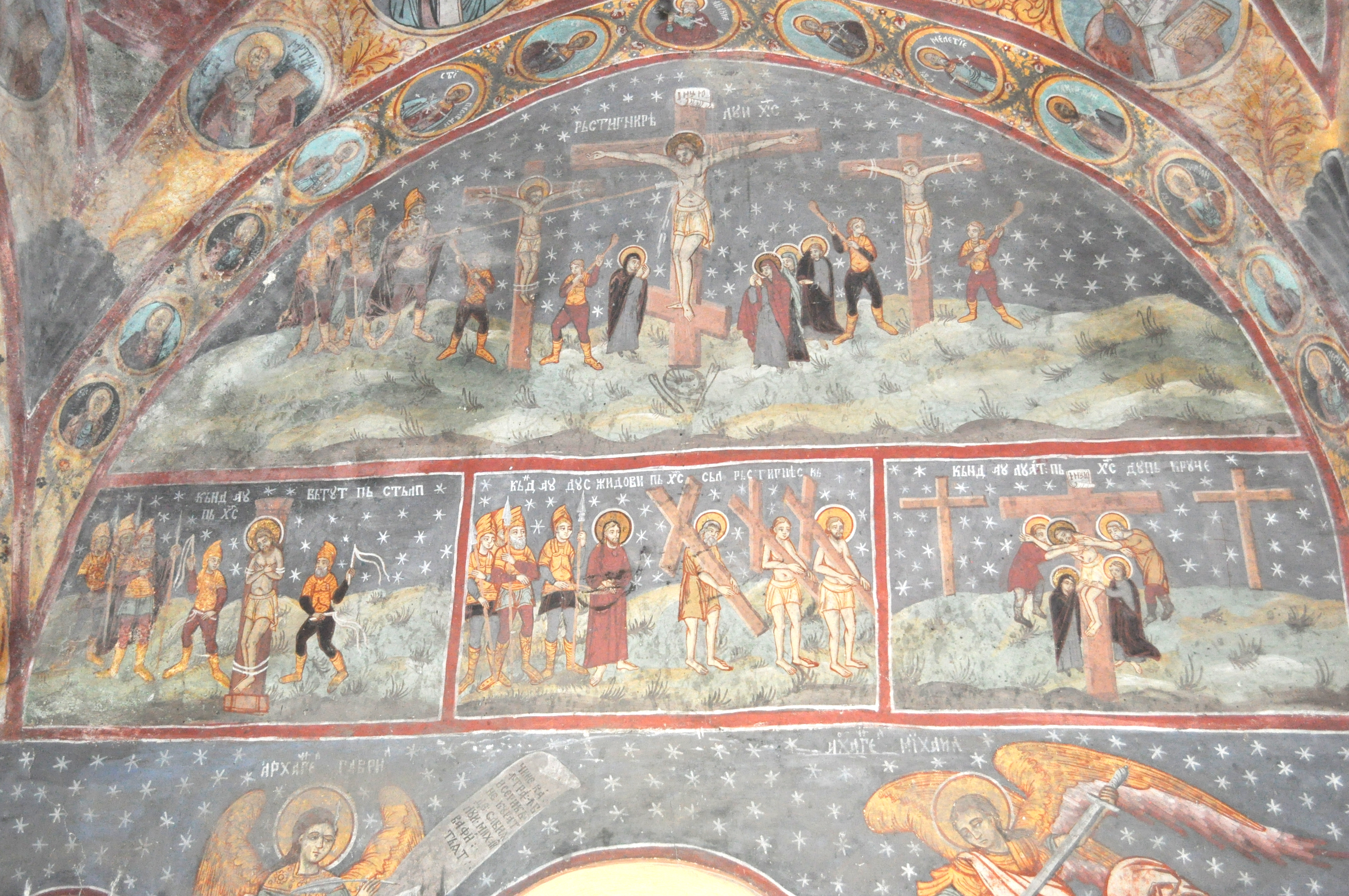
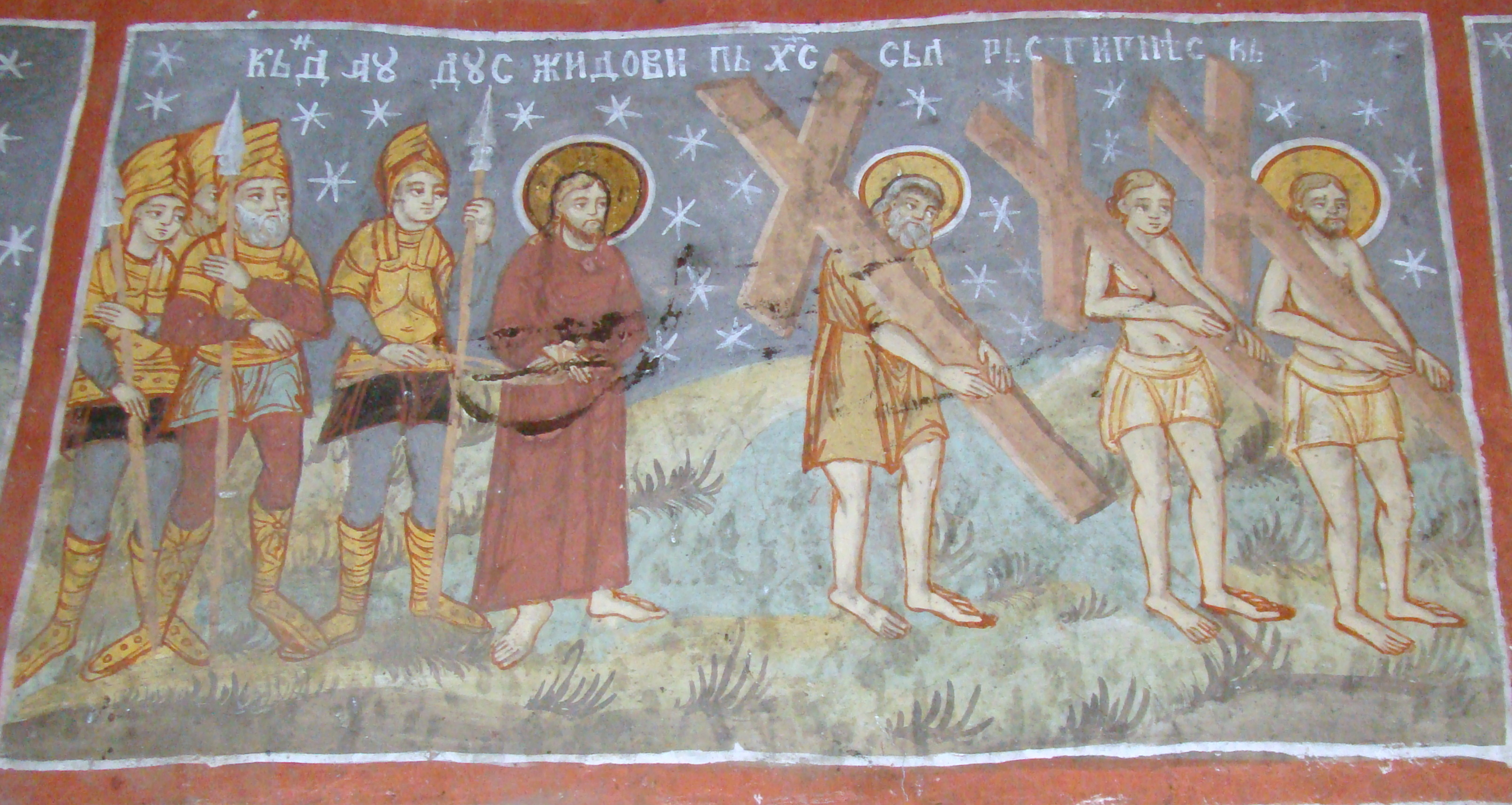
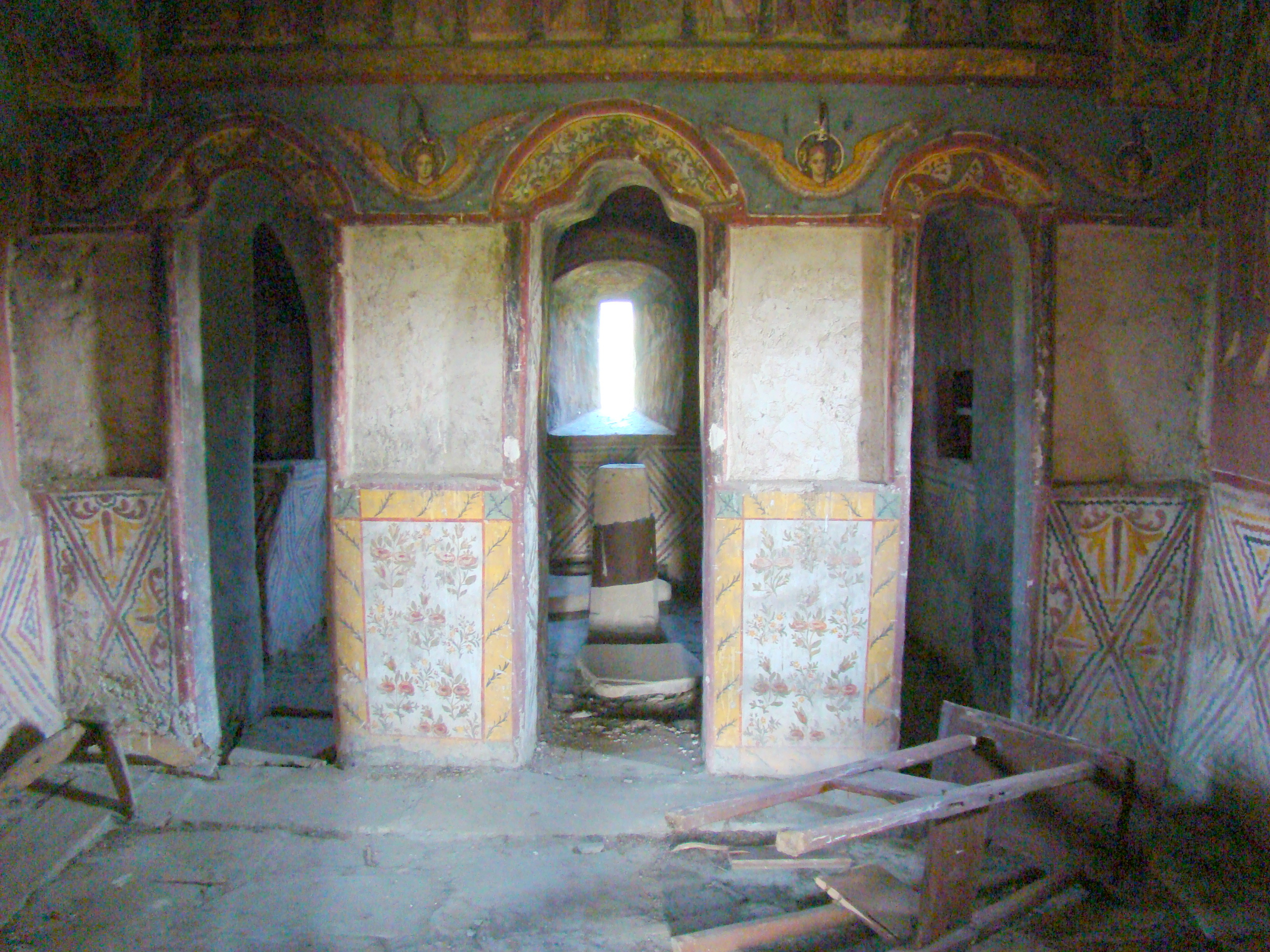
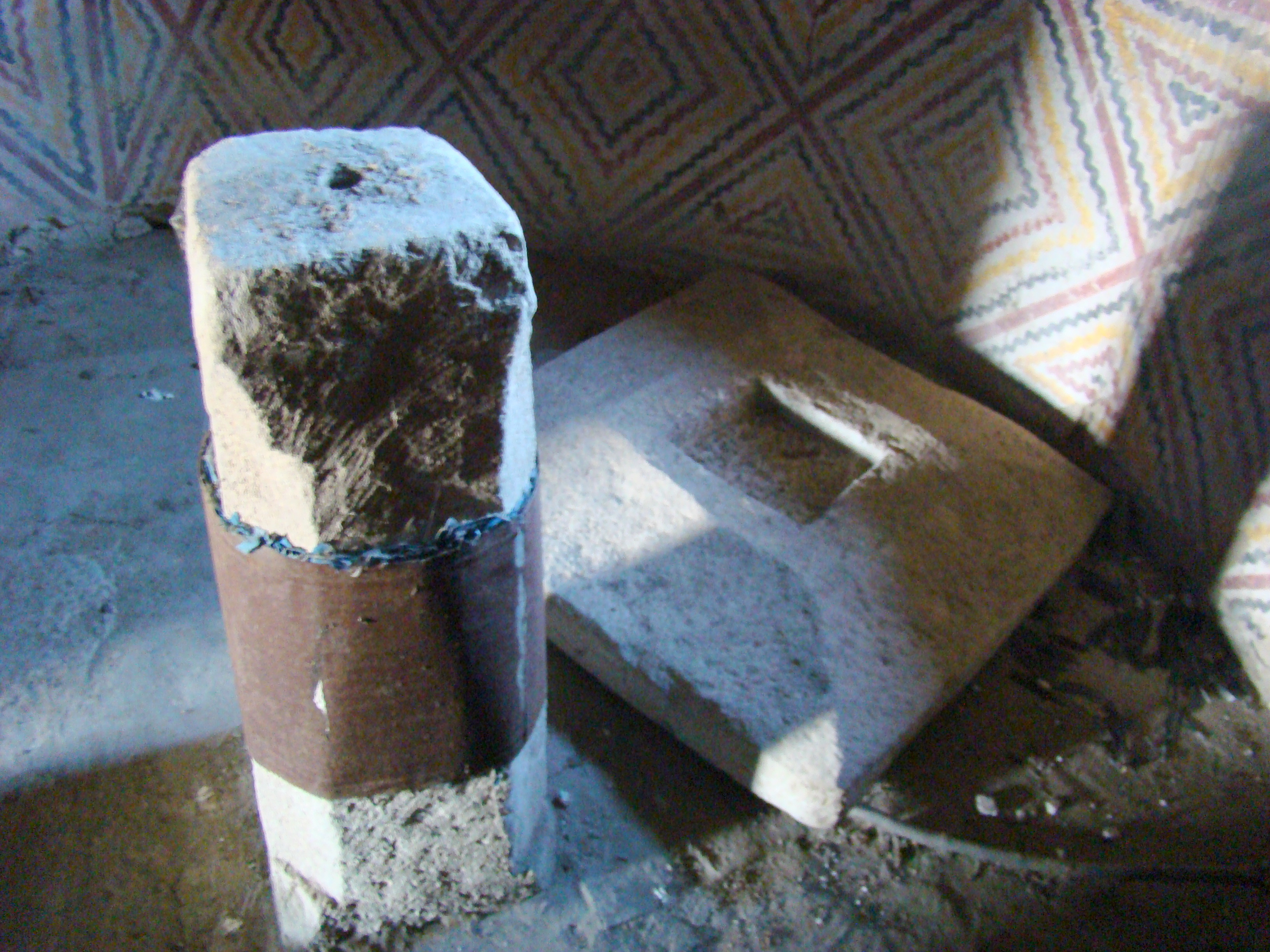
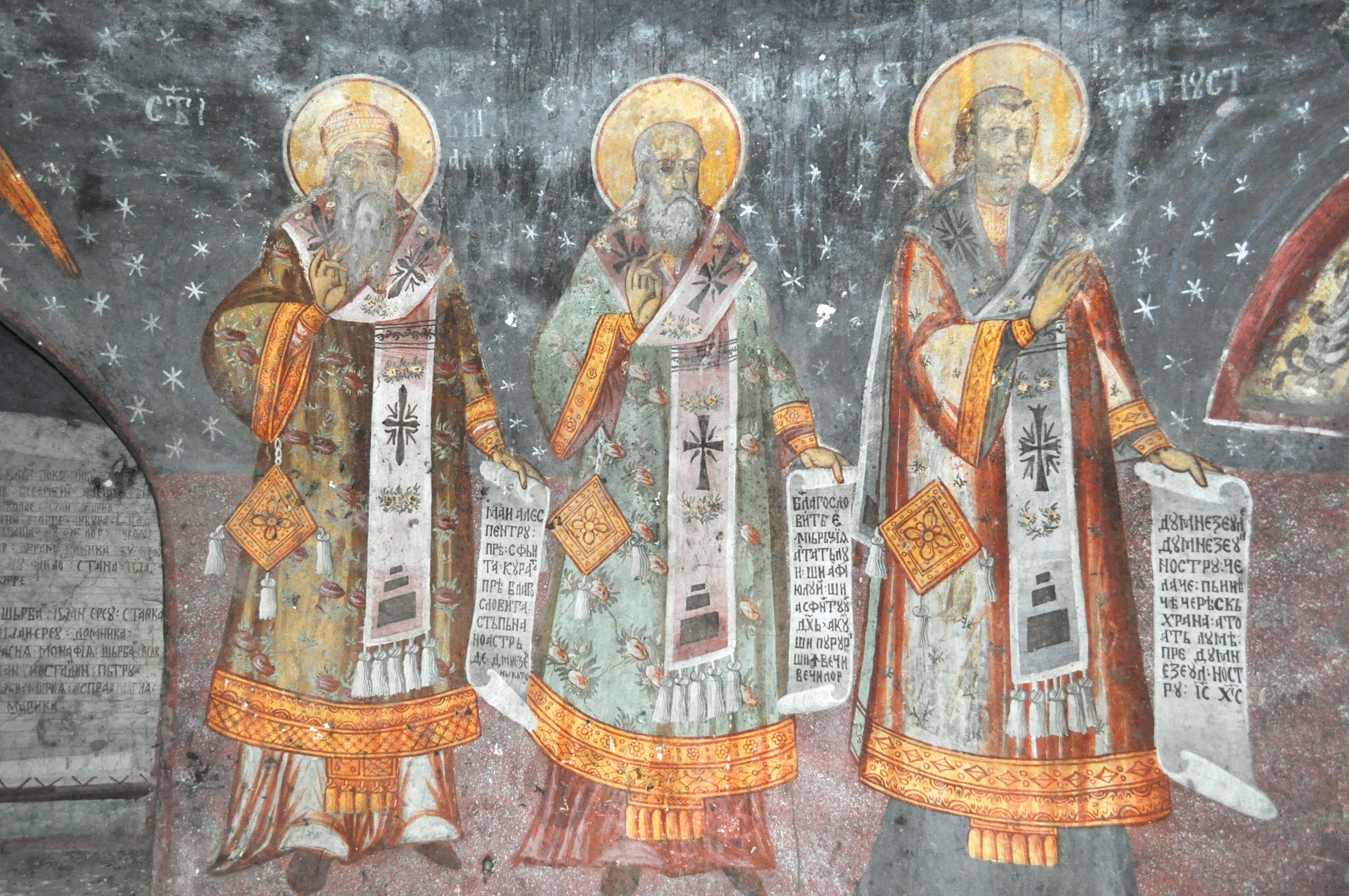
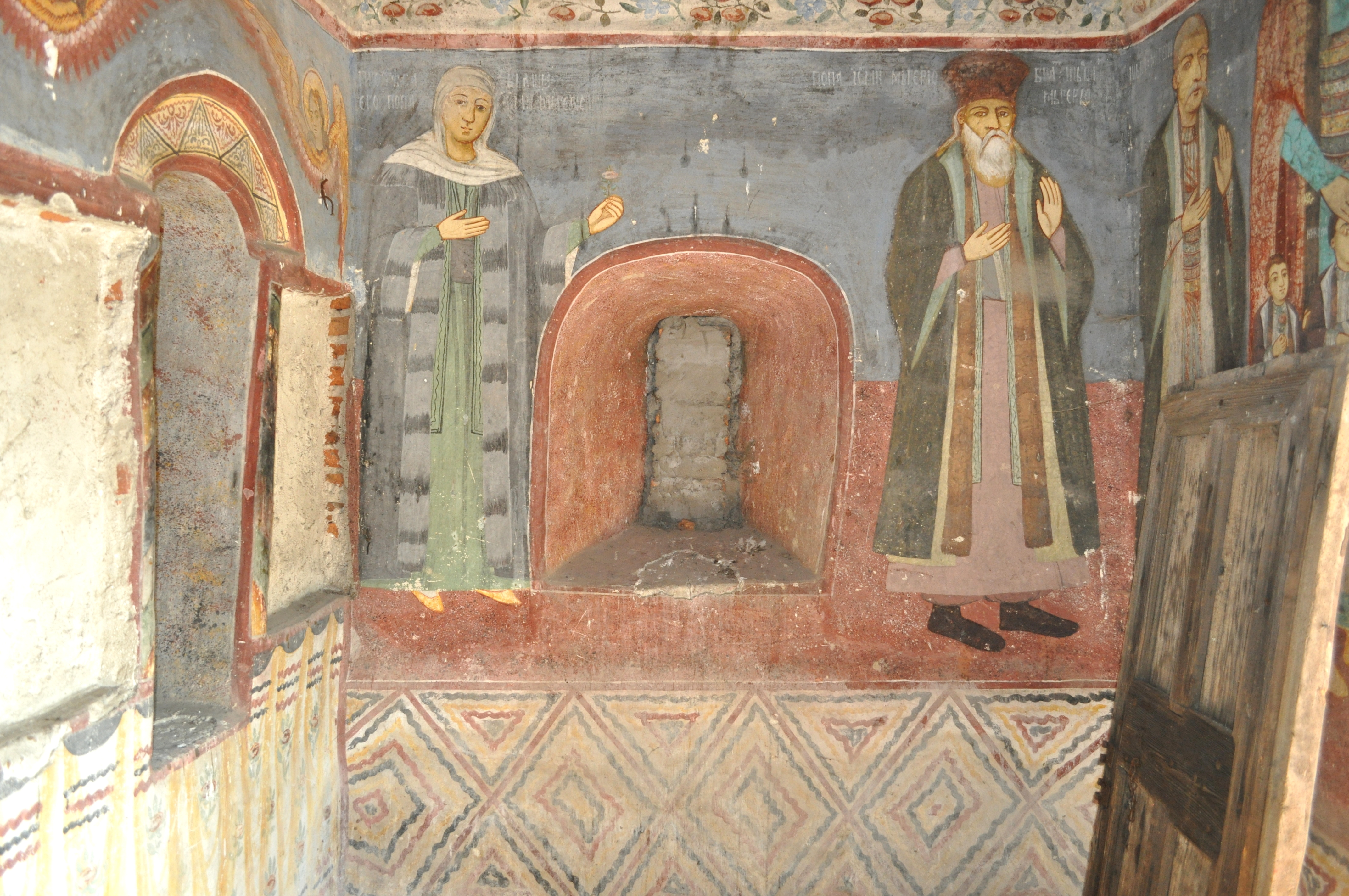
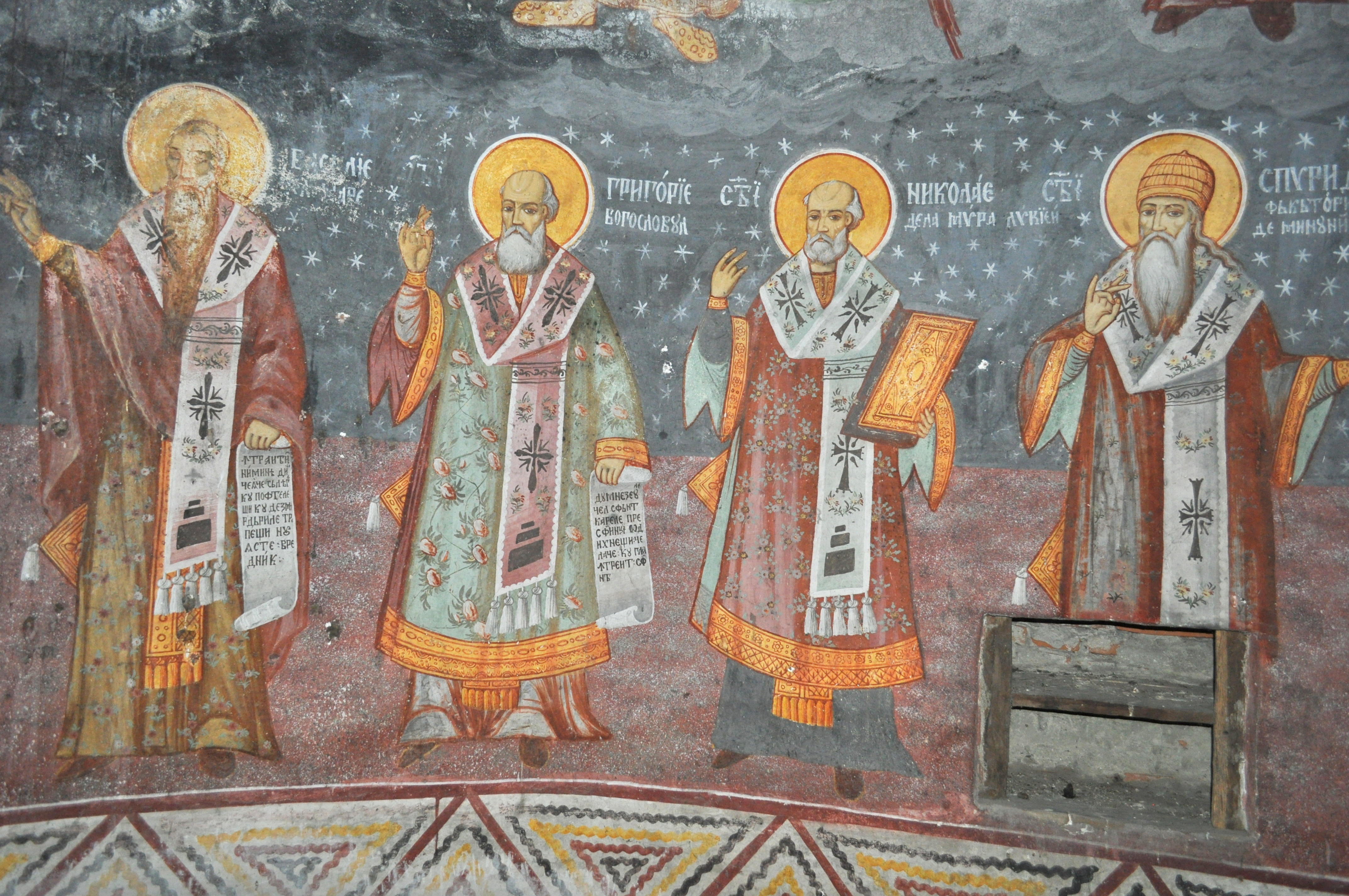
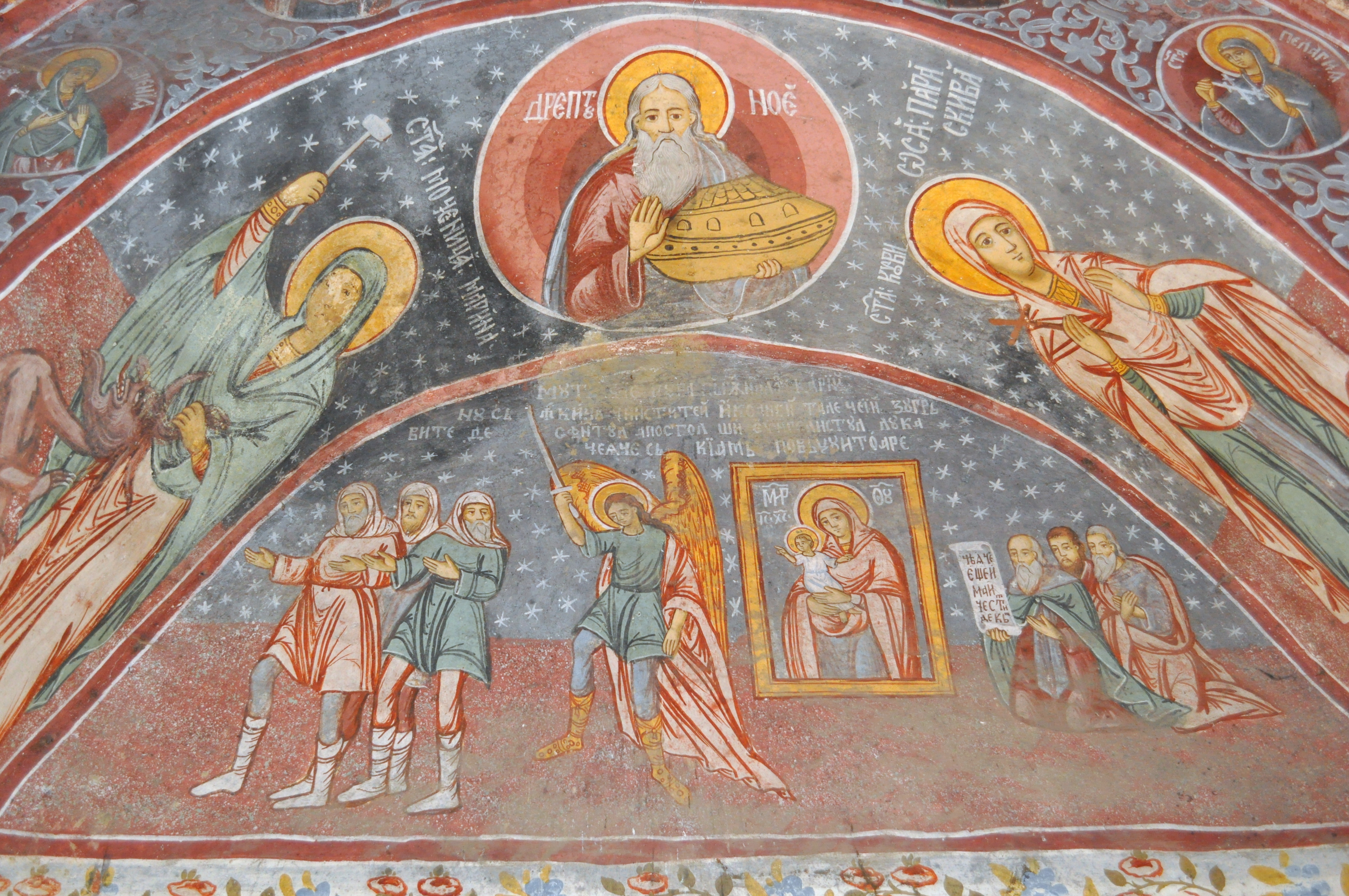
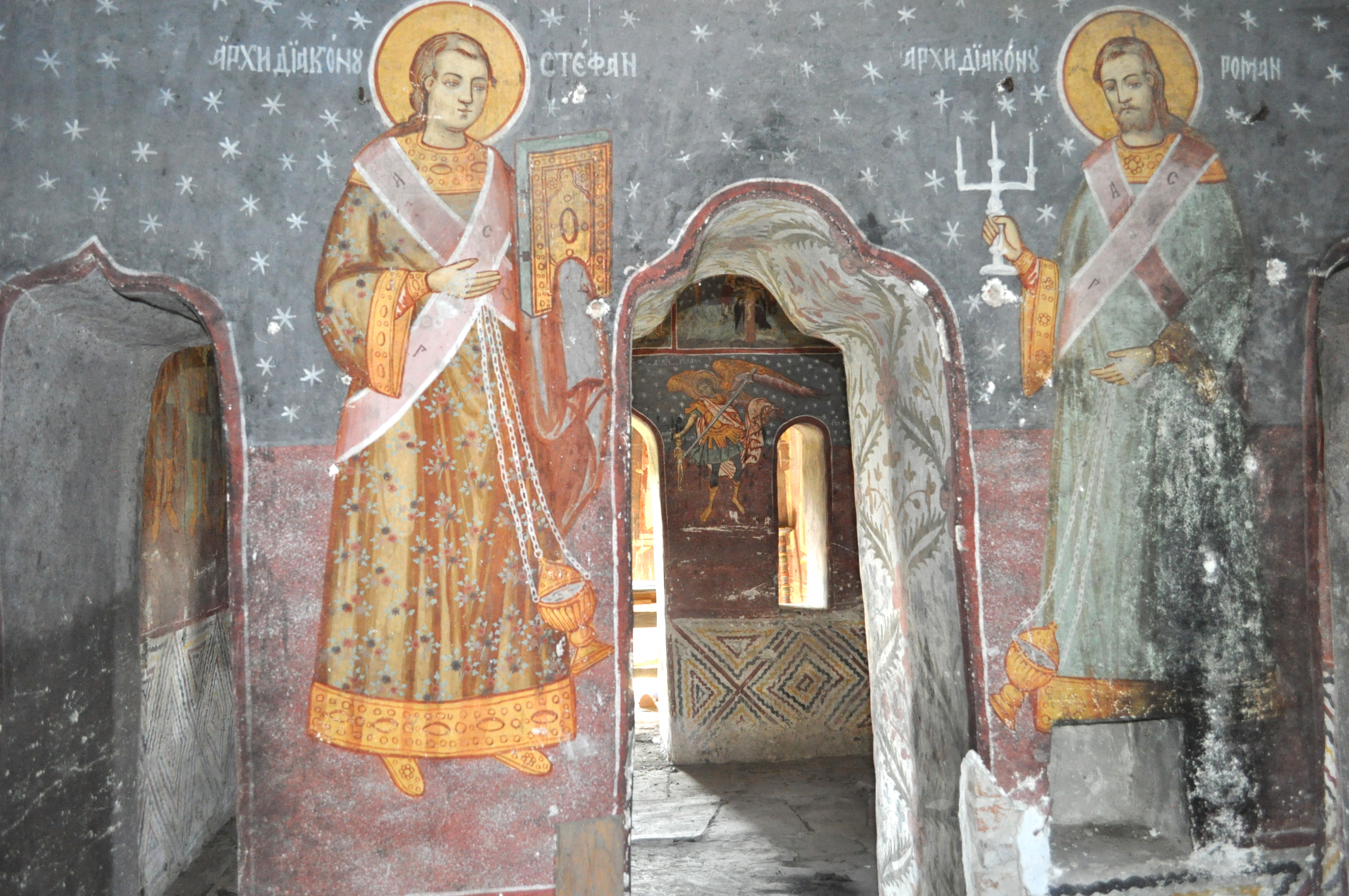